# Дворец ширваншахов
Дворец ширваншахов (азерб. Şirvanşahlar sarayı) — бывшая резиденция ширваншахов (правителей Ширвана), расположенная в столице Азербайджана, городе Баку.
Образует комплекс, куда помимо самого дворца также входят дворик Диван-хане, усыпальница ширваншахов, дворцовая мечеть 1441 года с минаретом, баня и мавзолей придворного учёного Сейида Яхья Бакуви. Дворцовый комплекс был построен в период с XIII по XVI век (некоторые здания, как и сам дворец, были построены в начале XV века при ширваншахе Халил-улле I). Постройка дворца была связана с переносом столицы государства Ширваншахов из Шемахи в Баку.
Несмотря на то, что основные постройки ансамбля строились разновременно, дворцовый комплекс производит целостное художественное впечатление. Строители ансамбля опирались на вековые традиции ширвано-апшеронской архитектурной школы. Создав чёткие кубические и многогранные архитектурные объёмы, они украсили стены богатейшим резным узором, что свидетельствует о том, что создатели дворца прекрасно владели мастерством каменной кладки. Каждый из зодчих благодаря традиции и художественному вкусу воспринял архитектурный замысел своего предшественника, творчески развил и обогатил его. Разновременные постройки связаны как единством масштабов, так и ритмом и соразмерностью основных архитектурных форм — кубических объёмов зданий, куполов, порталов.
В 1964 году дворцовый комплекс был объявлен музеем-заповедником и взят под охрану государства. В 2000 году уникальный архитектурный и культурный ансамбль, наряду с обнесённой крепостными стенами исторической частью города и Девичьей башней, был включён в список Всемирного наследия ЮНЕСКО. Дворец Ширваншахов и сегодня считается одной из жемчужин архитектуры Азербайджана.

## Местоположение дворца
Здание дворца расположено на вершине бакинского холма, в наиболее старой части города, называемой «крепостью». В настоящее время она окружена старинными городским стенами. Участок, который занимают сооружения дворцового ансамбля, невелик, всего около одного гектара. Рядом с самим зданием дворца находятся ещё несколько строений, которые имели непосредственное отношение к дворцу. Вместе с дворцом эти сооружения представляют целый комплекс. Это — шахская мечеть с минаретом, рядом с ней здание усыпальницы, «диван-хана» («судилище», так называют строение, примыкающее ко дворцу с северной стороны) и мавзолей Сейида Яхья Бакуви (так называемый «мавзолей дервиша»), находящийся к югу от дворца. Ранее около этого мавзолея стояла старинная мечеть, от которой сохранились лишь руины. К строениям, находившимся при дворце, относятся и руины бани, а также овдан. Они расположены к западу от усыпальницы.
Благодаря тому, что эти сооружения находятся на вершине холма, они имеют господствующее местоположение в старом городе и видны издалека. Среди строений средневекового Баку они выделялись массивностью архитектуры, особенностью кладки и величиной. В прошлом, дворец был окружён стеной с башнями и, таким образом, служил внутренней цитаделью бакинской крепости. Несмотря на то, что в настоящее время на поверхности никаких следов этой стены не сохранилось, ещё в 20-х годах XX века в северо-восточной стороне дворца можно было различить остатки по-видимому фундаментов башни и связанной с ней частью стены.

## История дворца

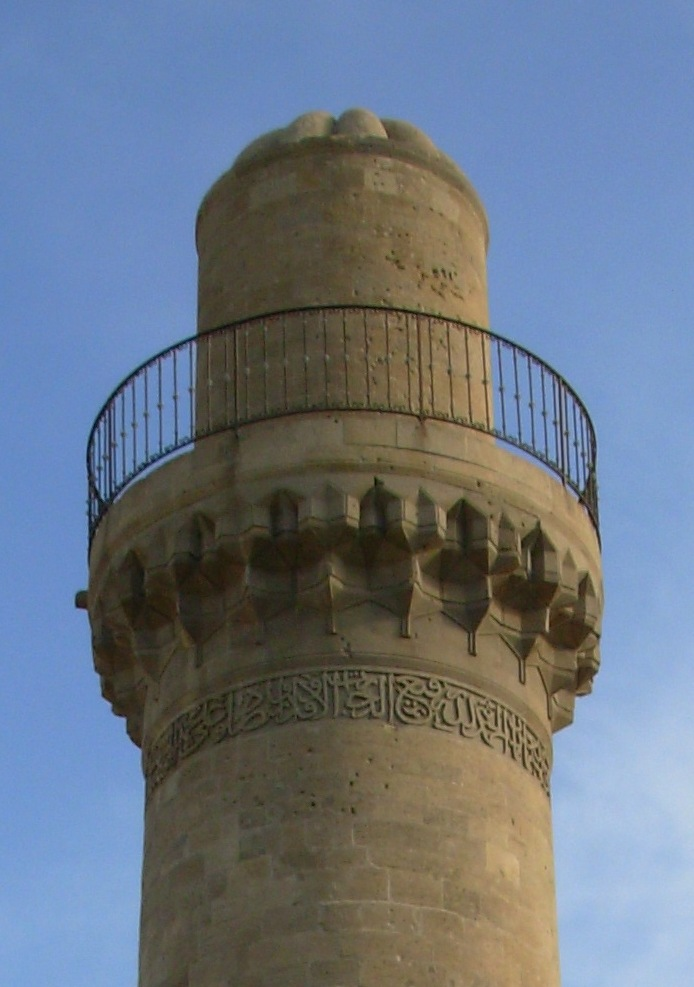
Минарет шахской мечети с надписью, называющей имя Халил уллы I и дату: 845 год хиджры (1441/42)

На самом здании дворца никаких надписей не сохранилось. Поэтому время его постройки определяется по датам в надписях на архитектурных памятниках, которые относятся к комплексу дворца. Такие две надписи полностью сохранились только на усыпальнице и минарете шахской мечети. В обеих надписях называется имя владетеля, приказавшего воздвигнуть эти здания. Это — имя владетеля Ширвана Халил уллы I (годы правления 1417—1462). Упоминается также время постройки: на усыпальнице помечен 839 год хиджры (1435/36), на минарете шахской мечети — 845 (1441/42).
Усыпальница, дворец и мечеть выстроены из одного и того же материала, теска и кладка камня одинаковы. В. Н. Левиатов приходит к выводу, что указанные сооружения и здание дворца возникли приблизительно в одно и то же время, и даже, что дворец был выстроен несколько ранее их, в первых десятилетиях XV века.
Комплекс в своё время занимал значительно бо́льшую территорию, на которой находились и помещения для придворной челяди и службы.
До 1501 года сведений о здании дворца не обнаружено. В одной же из персидских летописей рассказывается, что в 1501 году войска ширваншаха Фаррух-йессара, сына Халил-уллы I, потерпели под Шемахой решительное поражение от войск шаха Исмаила I из династии Сефевидов. В битве ширваншах Фаррух-йессар погиб; войска Исмаила I, победив под Шемахой, двинулись к Баку, осадили его и после нескольких штурмов взяли город. Тогда, по словам летописца, по приказанию шаха Исмаила I было разрушено высокое здание ширваншахов. Это выражение толковали в том смысле, что был разрушен дворец ширваншахов. Однако, В. Н. Левиатов отмечает, что это выражение, согласно духу средневековых летописей, следует понимать в том смысле, что были разрушены власть ширваншахов и их владетельные верховные права. Вполне возможно, что в обстановке, когда, после взятия Баку, в нём хозяйничали войска шаха Исмаила I, дворец был разграблен и, возможно, частично разрушен. Через некоторое время городом Баку и всей его округой, а также Ширваном стали управлять наместники, которых поставили Сефевиды. О том, кто жил во дворце и в каком состоянии он находился в первой половине XVI века, сведений не обнаружено.
Во второй половине XVI века между Сефевидами и Османской империей шла война. В 1578 году турки берут Баку. От времени господства Османской империи на дворцовой территории сохранились ворота в дворцовой стене, окружающей дворец с востока. Из надписи, помещённой на портале этих ворот, следует, что они были выстроены в годы правления турецкого султана Мурада III (1574—1595 годы правления). Полный текст этой надписи следующий:
Повелел строить это благородное здание в дни справедливейшего
и величайшего султана, султана Мурад-хана.
Бакуи (бакинский) в девятьсот девяносто четвёртом году (994 г. х. — 1585/6)
В литературе упоминалось о том, что в это время во дворце жили турецкие паши, о чём свидетельствуют упомянутые выше Восточные ворота.

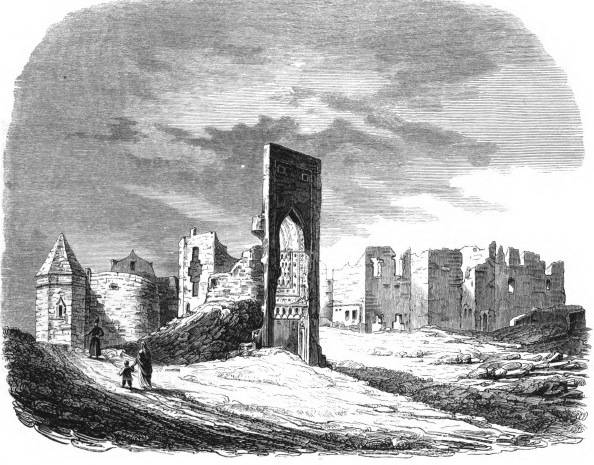
Вид бакинского дворца с юго-восточной стороны. Середина XIX века. Худ. Георгий Гогенфельден. На переднем плане видны ворота с надписью от имени султана Мурада III (Восточный портал)

С XVII века дворец опустел, и в нём не жили какие-либо правительственные лица. Настоятель монастыря и представитель исфаганской миссии капуцинов Патер Рафаэль дю Ман в своём сочинении в 1660 году описывает дворец ширваншахов в бакинской крепости и говорит об его разрушении и запустении. В 1723 году Баку осаждают войска Петра I, и город подвергается бомбардировкам. В связи с этим пострадали юго-восточные фасады дворца. В таком руинном состоянии дворец находился до передачи его в середине XIX века российскому военному ведомству.
Российское военное ведомство произвело частичный ремонт дворца. Одновременно были проведены значительные перестройки, которые приспособили дворцовые сооружения под склады военного снаряжения. Ремонтные работы, выполненные военным ведомством, наряду с восстановлением разрушенных частей, привели и к разрушению ряда деталей, необходимых при реставрации дворца.
Приспособляя здание дворца под склад, военное ведомство снесло ряд стен, разделявших комнаты во втором и первом этажах, и вместо них во втором этаже поставило полукруглые арки, поддерживающие кровлю. Были уничтожены остатки купольных, стрельчатых и крестовых перекрытий по всем комнатам второго этажа; они были заменены плоскими балочными перекрытиями. А оконные проёмы (двусветные окна) второго этажа были заложены так, что остались лишь небольшие оконца. В первом, а также и во втором этажах были пробиты новые широкие дверные проёмы.
В этот период Православная церковь в Баку добивалась сноса дворца для постройки на его месте бакинского собора. Однако, это ходатайство было отклонено царскими властями лишь по причине того, что помещение дворца использовалось под большие склады.
Ко второму этажу северного фасада дворца был сделан въезд, а в стене пробит огромный проём. Это было сделано для того, чтобы запряжённые лошадьми двуколки с улицы въезжали прямо во второй этаж дворца. Этими перестройками российское военное ведомство нанесло огромный ущерб дворцу, как историческому памятнику. Произведя перечисленные перестройки, военное ведомство пристроило к восточному фасаду дворца лестницу, а весь южный (или нижний) двор окружило каменной стеной с бойницами. Эта стена была поставлена из фундамента, оставшегося от старых стен, окружавших дворец. Дворцовый ансамбль и ныне ограждён крепостными стенами, возведёнными в первой половине XIX века.
В годы Азербайджанской Демократической Республики (1918—1920 гг.) был проведён ряд мероприятий по изучению и фиксации архитектурных памятников. Так, в конце 1918 года архитектором-техником Исмаил беком Наби оглы были сделаны обмерные чертежи Дворца Ширваншахов. Как отмечает М. А. Алиев, эти чертежи были высококачественными, выполнены добросовестно для своего времени, даже намного лучше, чем работа академика А. М. Павлинова. В начале 1920 года в «Обществе изучения Мусульманского востока» Исмаил беком Наби оглы было прочитано несколько циклов лекций о судьбе дворца. В периодической печати указывалось, что доклад иллюстрировался различными снимками и чертежами дворца. После докладов и прений был избран президиум общества, в состав которого входили председатель профессор Зимин, товарищ председателя И. Беляев, секретарь-учитель Сеидов и казионий Субханвердиханов. Собрание поручило президиуму организовать в ближайшем будущем экскурсию во дворец. М. А. Алиев отмечает, что фактически это было первое массовое обращение азербайджанского народа к изучению своего исторического архитектурного наследия.
В 1920 году правительство Азербайджанской ССР начало принимать меры по охране памятника. Один из участников этих работ пишет:
С 1920 г. началась очистка дворца от вековых слоёв мусора и частичный ремонт, сопровождаемый археологическими разведками

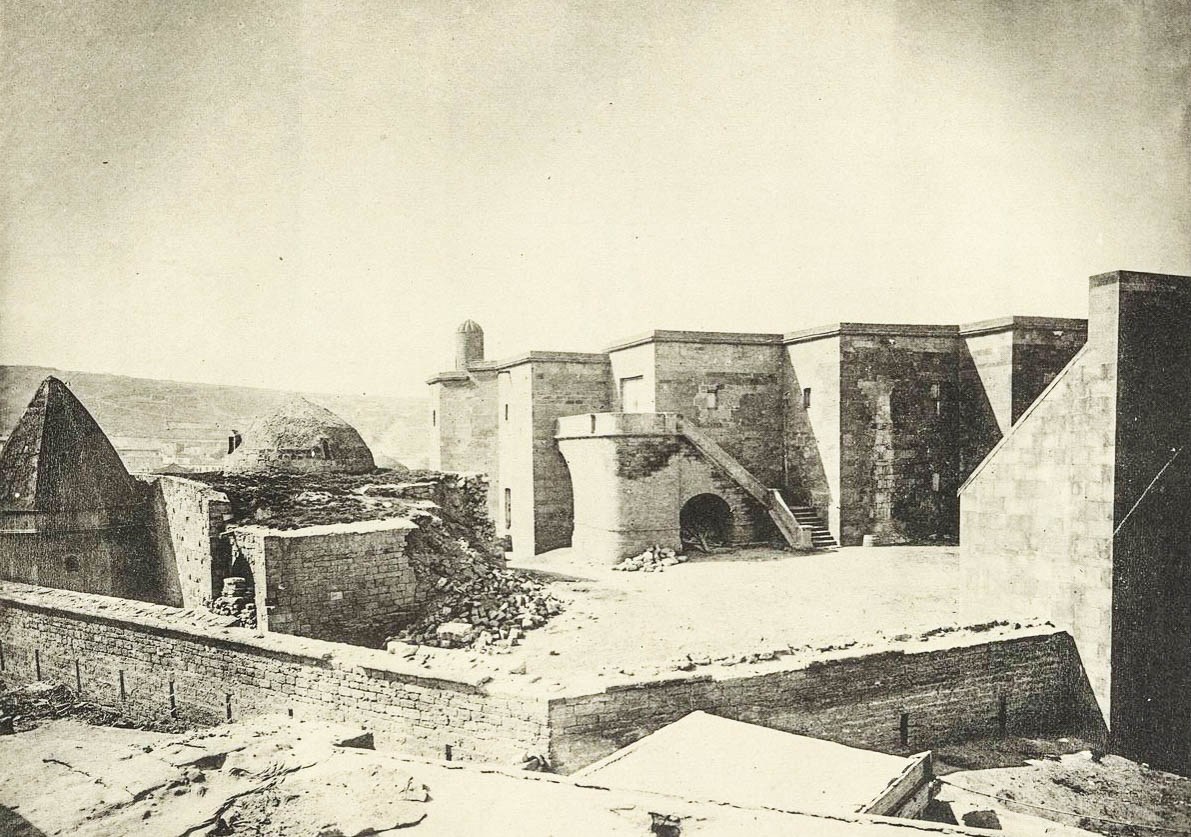
«Ханский Дворец в г. Баку» (видна мечеть Кей-Кубада и пристроенная к фасаду дворца российским военным ведомством в XIX веке лестница). Конец XIX века. Фотография Ричарда Тиле

В 1924 году работы были продолжены. После больших ремонтно-реставрационных работ 1932—1934 гг., проведённых АзЦУОП совместно с Московским государственными реставрационными мастерскими по проектам, составленным архитектором Борисом Засыпкиным, здание бывшего дворца ширваншахов было предоставлено Музею истории Азербайджана АзФАН. Так как глинобитные полы были непрочными, а здание дворца предназначалось под организацию в нём музея, то во время ремонтно-реставрационных работ полы были устланы паркетом. Также во время работ из оконных проёмов были вынуты заложенные в XIX веке камни, и им был возвращён первоначальный вид. Первоначальная же планировка второго этажа не была восстановлена, в связи с тем, что в помещении предполагалось устроить музей: там где сейчас всего два зала, первоначально было восемь комнат. План же первого этажа был полностью восстановлен. Здесь сохранились старые перекрытия — своды.
В 1937—1938 гг. под руководством археолога В. Н. Левиатова во дворце были проведены археологические раскопки и было найдено большое количество артефактов, относящихся к XII—XV вв. А проводимые В. Н. Левиатовым в 1945 году археологические раскопки на территории дворцового ансамбля глубоко под фундаментами сохранившихся строений выявили остатки некогда плотно заселённого жилого квартала. Многочисленные фрагменты керамических изделий и монеты датируют его VIII—IX веками.
Некоторое время в здании дворца размещался Азербайджанский народный музей и Музей истории религии. В 1960 году дворец был превращен в архитектурный заповедник, который в 1964 году был преобразован в Государственный историко-архитектурный музей-заповедник «Комплекс дворца Ширваншахов».
В 1992 году начались новые реставрационные работы. Автором проекта реставрации комплекса дворца был Ниязи Рзаев. Началась же реставрация с тронного зала. В 2000 году на 24-й сессии Комитета Всемирного наследия ЮНЕСКО историческая часть города Баку Ичери-шехер, наряду с дворцом, были объявлены объектом Всемирного наследия ЮНЕСКО от Азербайджана. Это были первые включённые в список ЮНЕСКО объекты, расположенные на территории Азербайджана. В 2006 году завершилась очередная реставрация дворца.

## Строения и объекты дворцового комплекса
1 — Дворец
2 — Диван-хане
3 — Мавзолей Сейида Яхья Бакуви
4 — Место разрушенной мечети Кей-Кубада
5 — Восточный портал
6 — Дворцовая мечеть
7 — Усыпальница
8 — Место бани
9 — Овдан.

### Дворец
Здание дворца не возникло единовременно. Наиболее ранней постройкой (вероятно, конца XIV века) является центральная часть (восьмиугольный зал второго этажа). Примыкающая к западному фасаду часть была пристроена несколько позже. В плане дворец представляет собою сложную фигуру. Так, западный, северный и небольшая часть восточного фасадов составляют неполный прямоугольник; остальная же часть восточного фасада и весь южный фасад образованы двумя трёхгранными фонарями и ломаной линией между ними, заключающими в себе четыре прямых угла.
В здании дворца изначально имелись соединённые тремя узкими винтовыми лестницами 52 комнаты: 27 на первом и 25 на втором этаже (в настоящее время на втором этаже 16 комнат), причём планировка второго этажа в основном воспроизводила план первого этажа. Центральная часть дворца (восьмиугольный зал второго этажа, вход в который украшен порталом) имеет более толстые стены. Устроенный в западном фасаде главный вход во дворец украшен высоким порталом. Лестница портала ведёт в высокий восьмиугольный парадный зал, перекрытый куполом. Предполагается, что этот зал служил для приёмов. Расположенный за ним небольшой восьмиугольный вестибюль соединял зал с остальными комнатами. Щелевидные отверстия в гранях служили для переговорной связи с нижним этажом, где были расположены служебные помещения. Залы и комнаты второго этажа более парадны. Среди них выделяются южный и восточный фасады с раскрывающими вид на залив эркерами. На втором этаже также расположены комнаты для шаха и его семьи.
Гладь больших каменных плоскостей дворца оттенена чередованием рядов кладки, отличающихся цветом, шириной и фактурой, а также ажуром «шебеке» — каменных решёток в небольших световых проёмах.
Во дворце выставлены найденные во время археологических раскопок как на территории дворцового комплекса, так и на территории исторического центра Ичери-шехер и Ширвана различные предметы быта, монеты XII—XV вв., медная посуда, оружия и украшения XIX века, музыкальные инструменты XV века. Также среди экспонатов имеются женские костюмы и вышивка XIX века, шемахинские ковры XIX века и ковёр, сотканный в XVII веке в Баку. В центре зала расположен макет исторической части города.

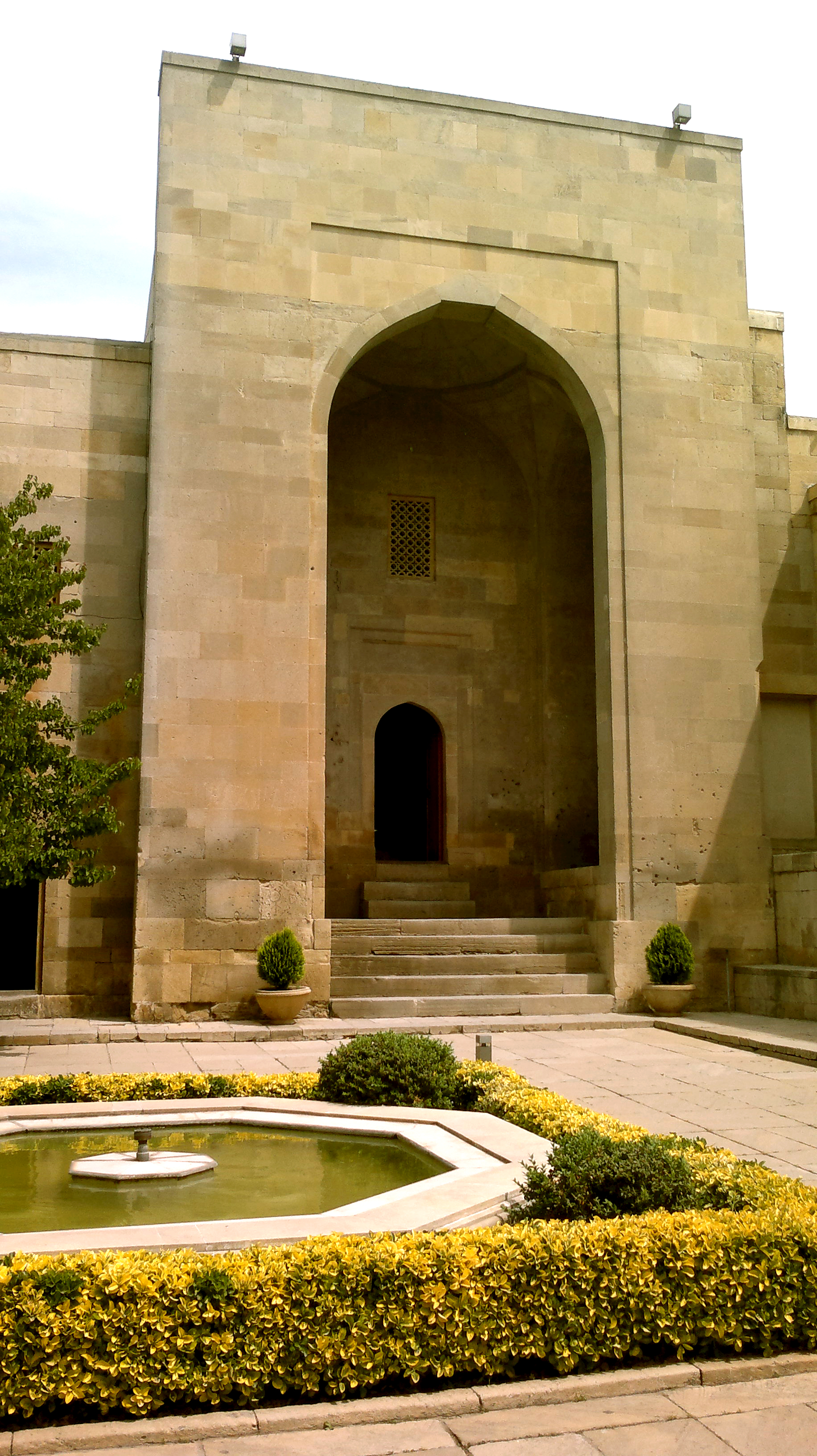
Главный вход во дворец
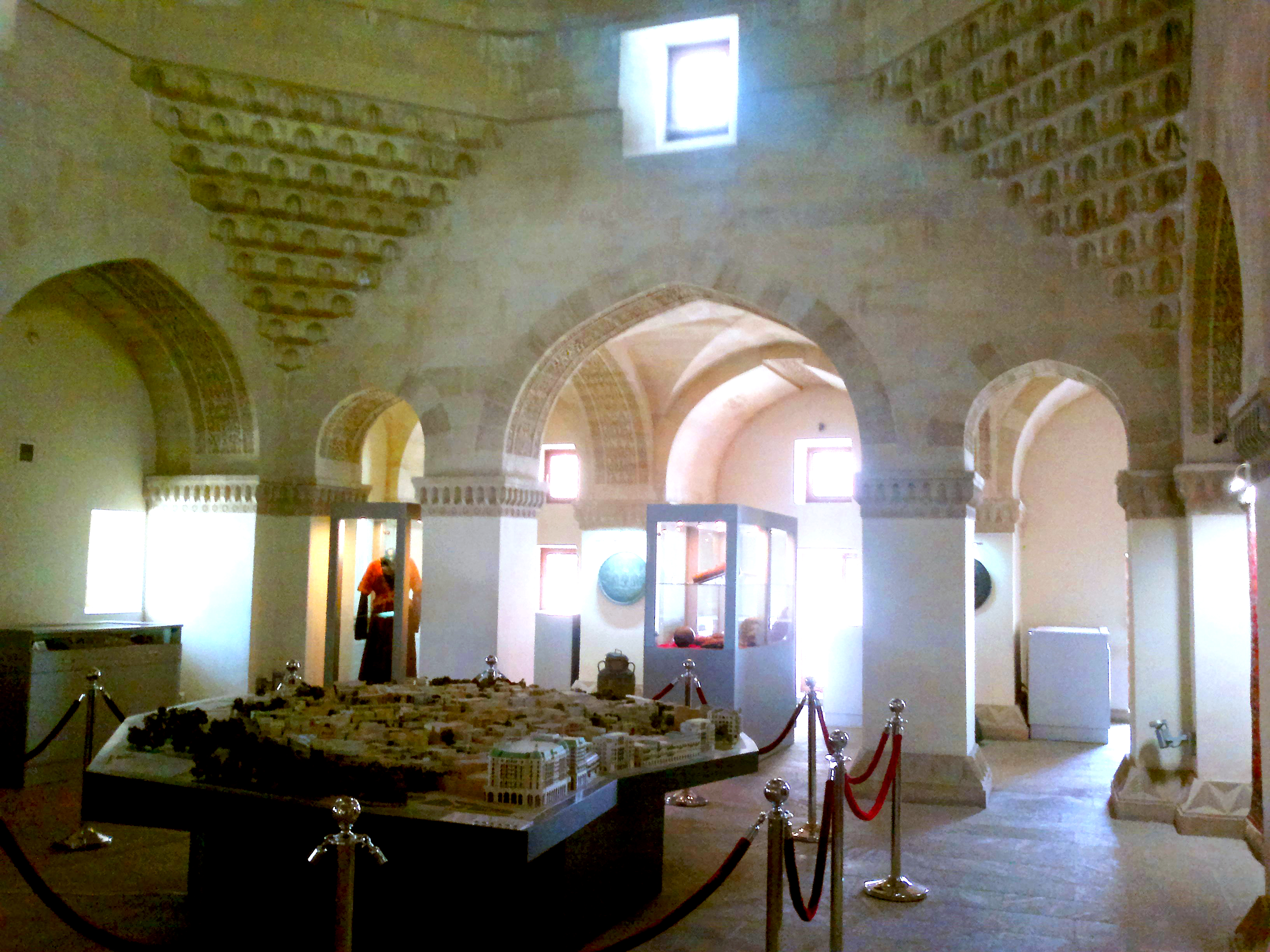
Второй этаж дворца. Тронный зал
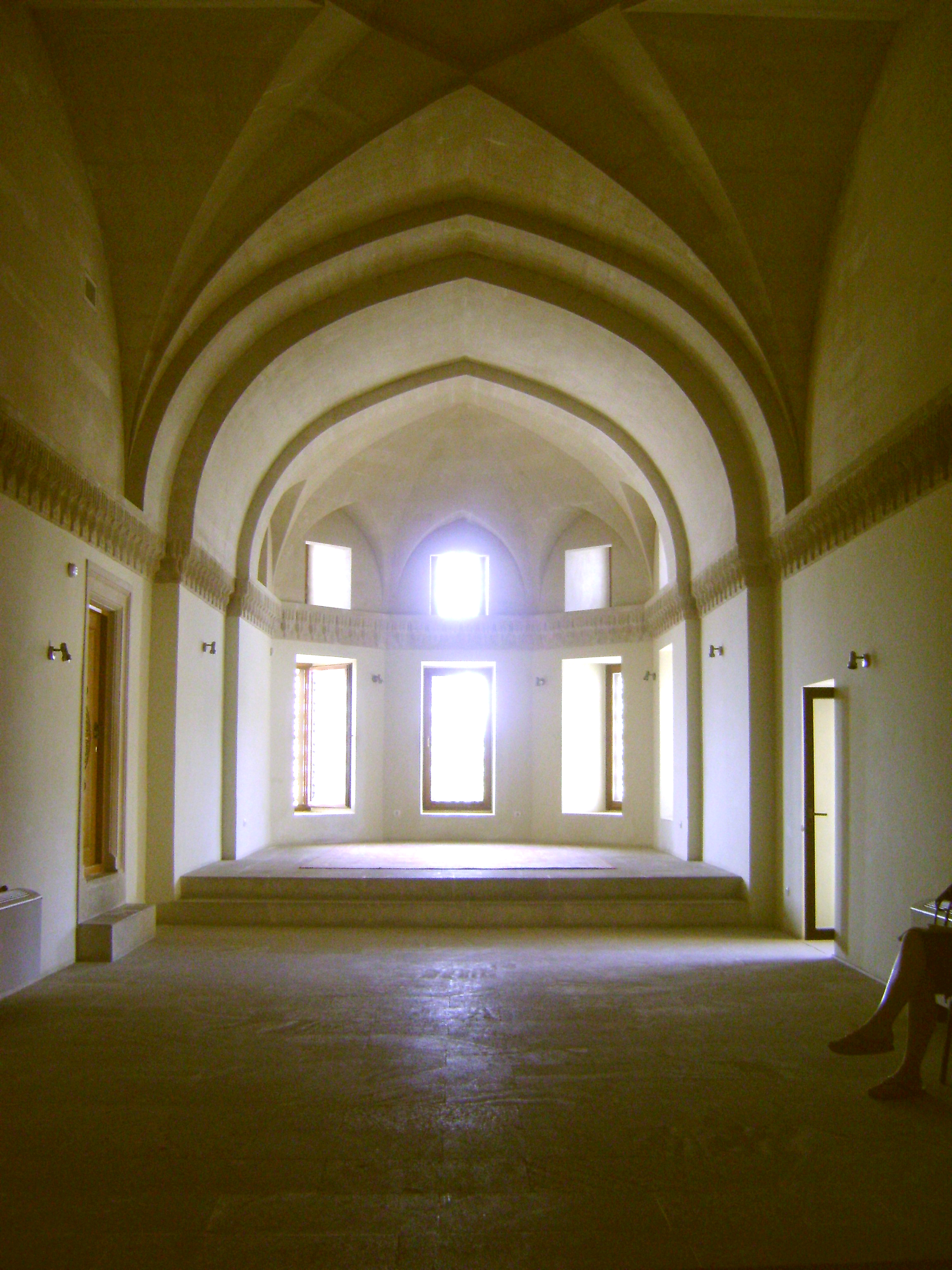
Южный зал второго этажа
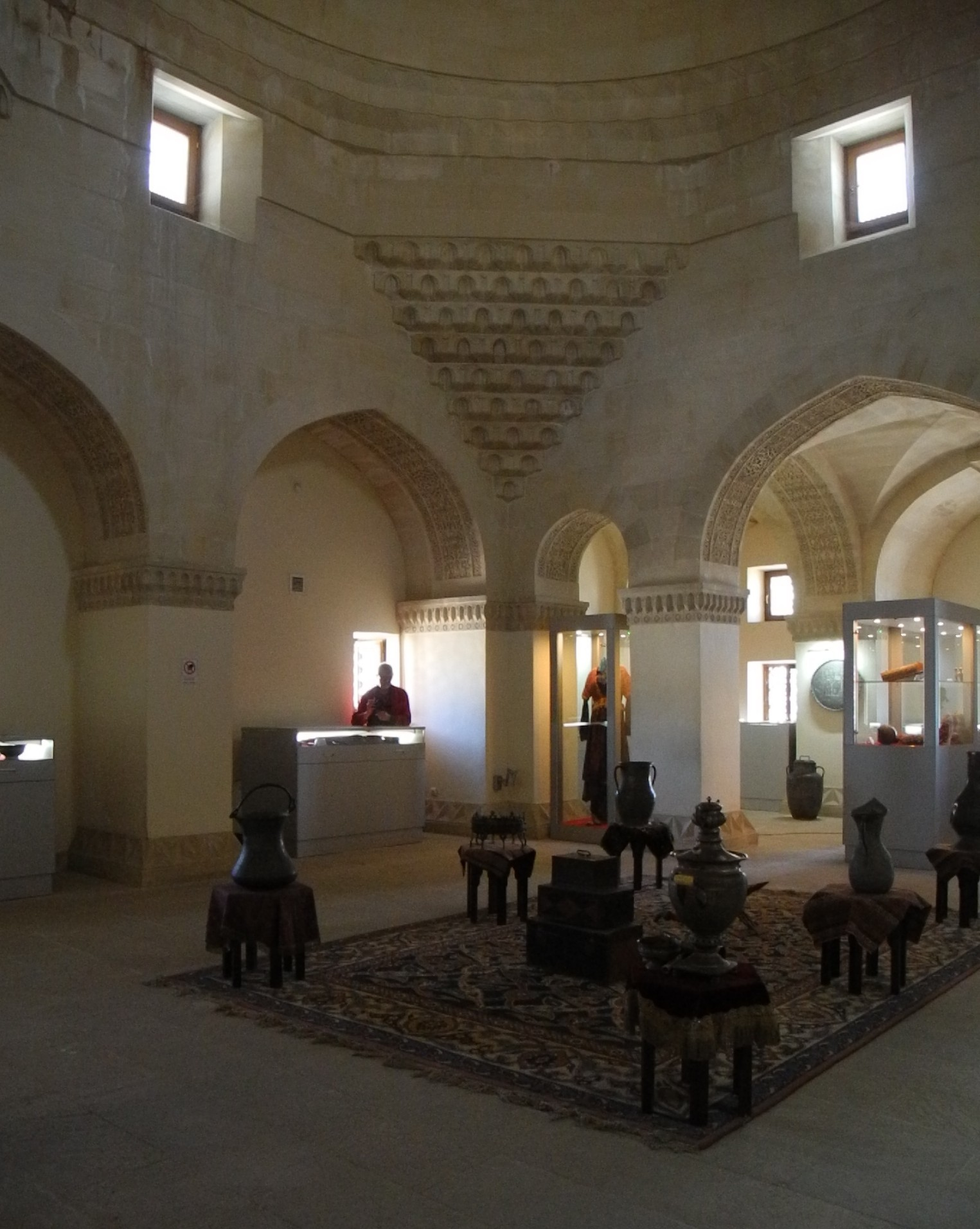
Восточный зал первого этажа

### Диван-хане

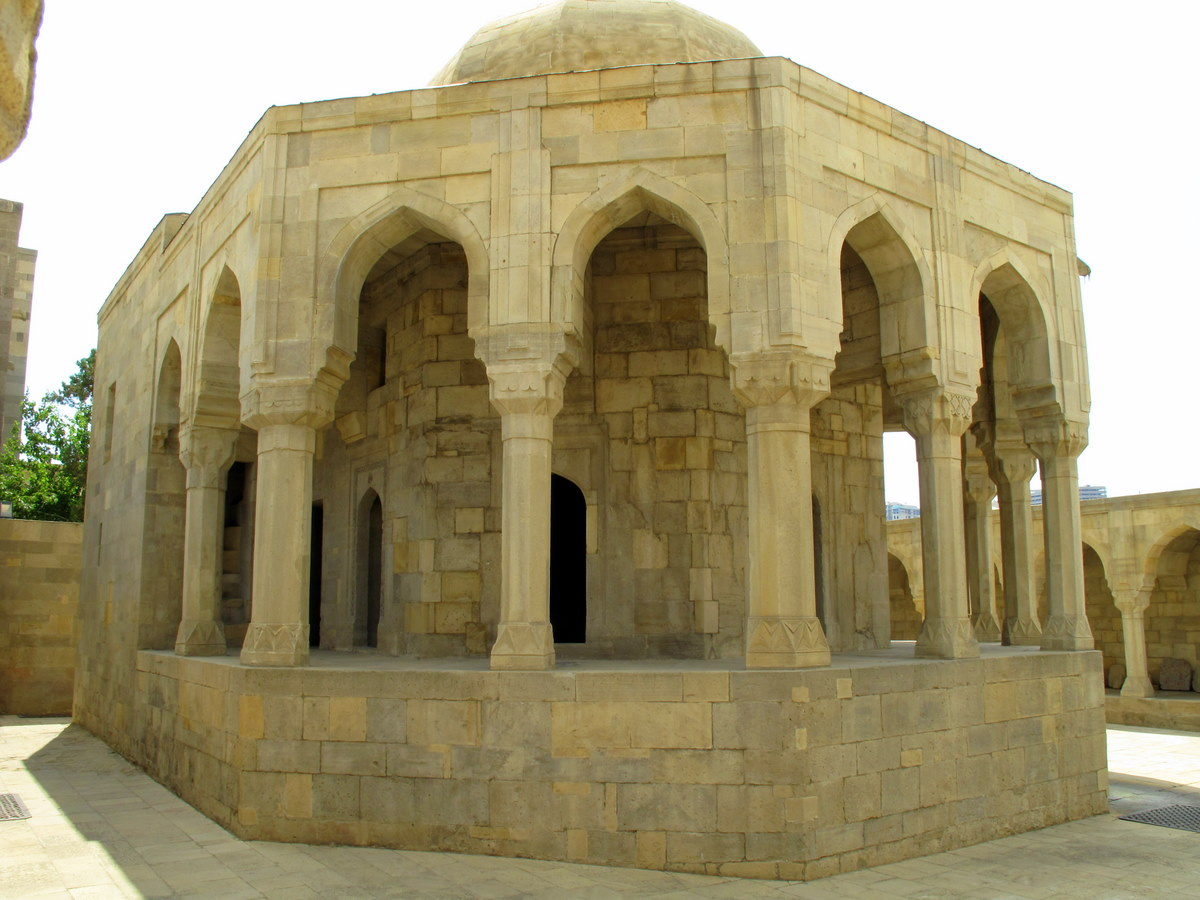
Ротонда-павильон Диван-хане

Небольшой проём, расположенный на северной стороне дворцового сада, ведёт в замкнутый дворик Диван-хане, который с трёх сторон обрамлён стрельчатой аркадой. В композиционном центре Диван-хане на высоком стилобате стоит восьмигранная ротонда-павильон. Зал этой ротонды окружён открытой аркадой того же ордера. Эллиптическое покрытие со слегка заострённой макушкой защищено снаружи гранёным каменным куполом. Западный фасад ротонды выделен украшенным арабесками порталом, каннелированный полукупол стрельчатой конхи которого опирается на систему тонко промоделированных сталактитов (мукарнасы). Тимпаны и надпроёмные плоскости покрыты орнаментом. Портал ведёт в сени, соединяющие зал с размещённым в стилобате склепом и служебными комнатами, расположенными одна над другой.
Существует несколько версий о назначении Диван-хане. Предполагалось, что оно служило зданием для судопроизводства, приёмов или государственного совета, либо было мавзолеем. В основу наиболее распространённой гипотезы положено бытующее наименование памятника, согласно которому предполагалось, что он является судилищем, либо приёмными покоями дворца, либо зданием какого либо «приказа». Черты стиля и незавершённость части отделочных работ позволяют датировать Диван-хане концом XV века, временем взятия Баку войсками Сефевидов. Особенности же плана, подземелье-склеп и содержание лапидарной надписи над входом в зал (Коран, Сура 10, аяты 26 и 27) указывают на его мемориальное назначение. Бретаницкий предполагал, что Диван-хане строилось в самом конце XV века, при ширваншахе Фаррух-Йасаре, а военные события этого времени (захват Баку войсками Сефевидов) не позволили его закончить.
Происхождение оригинальной архитектурной структуры связывают и с доисламской погребальной традицией. Историк Сара Ашурбейли полагает, что ещё в домусульманское время занятая Диван-хане территория была священным местом (предполагается, что чашеобразные углубления служили для собирания жертвенной крови животных).

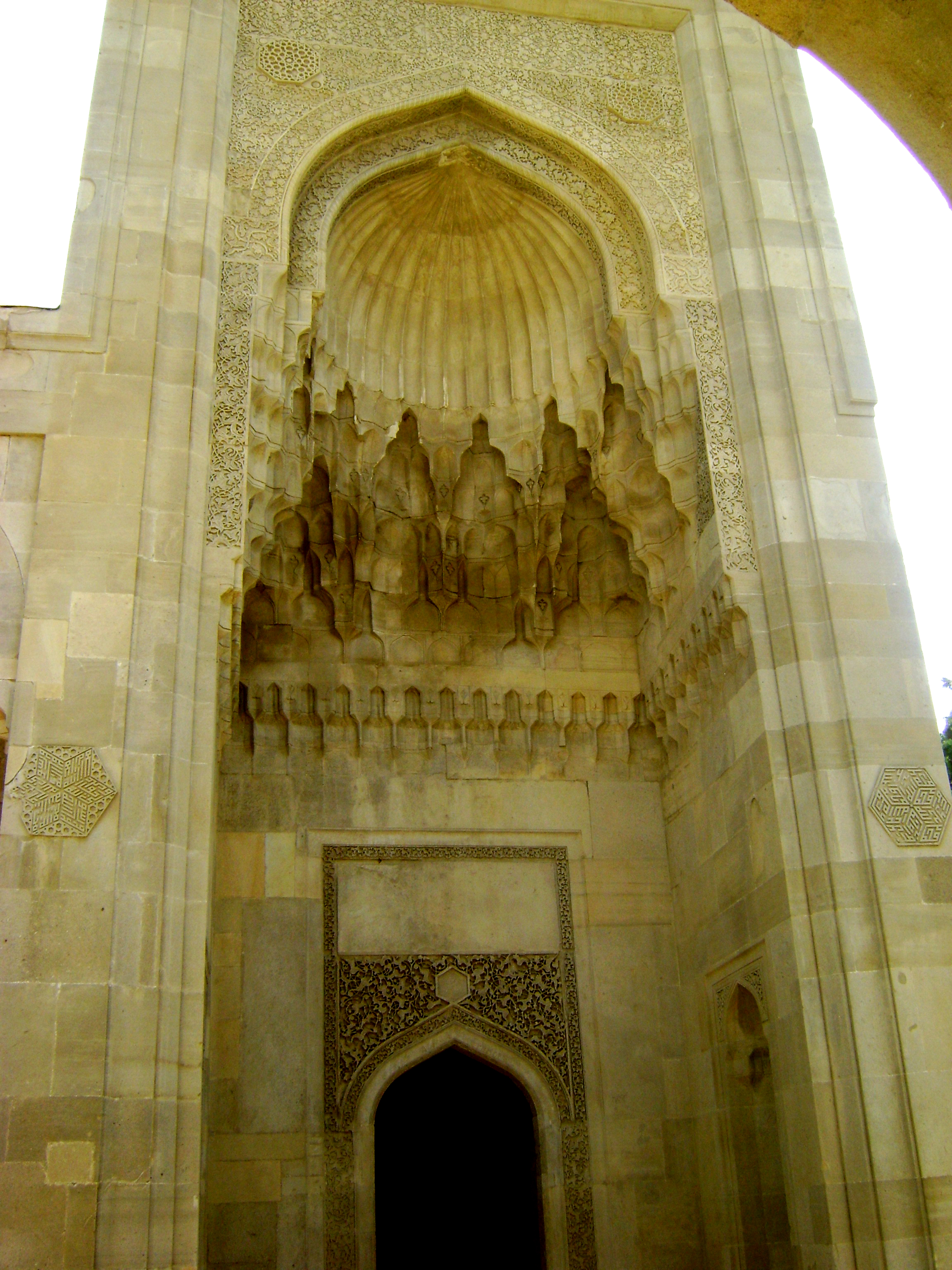
Портал западного фасада ротонды
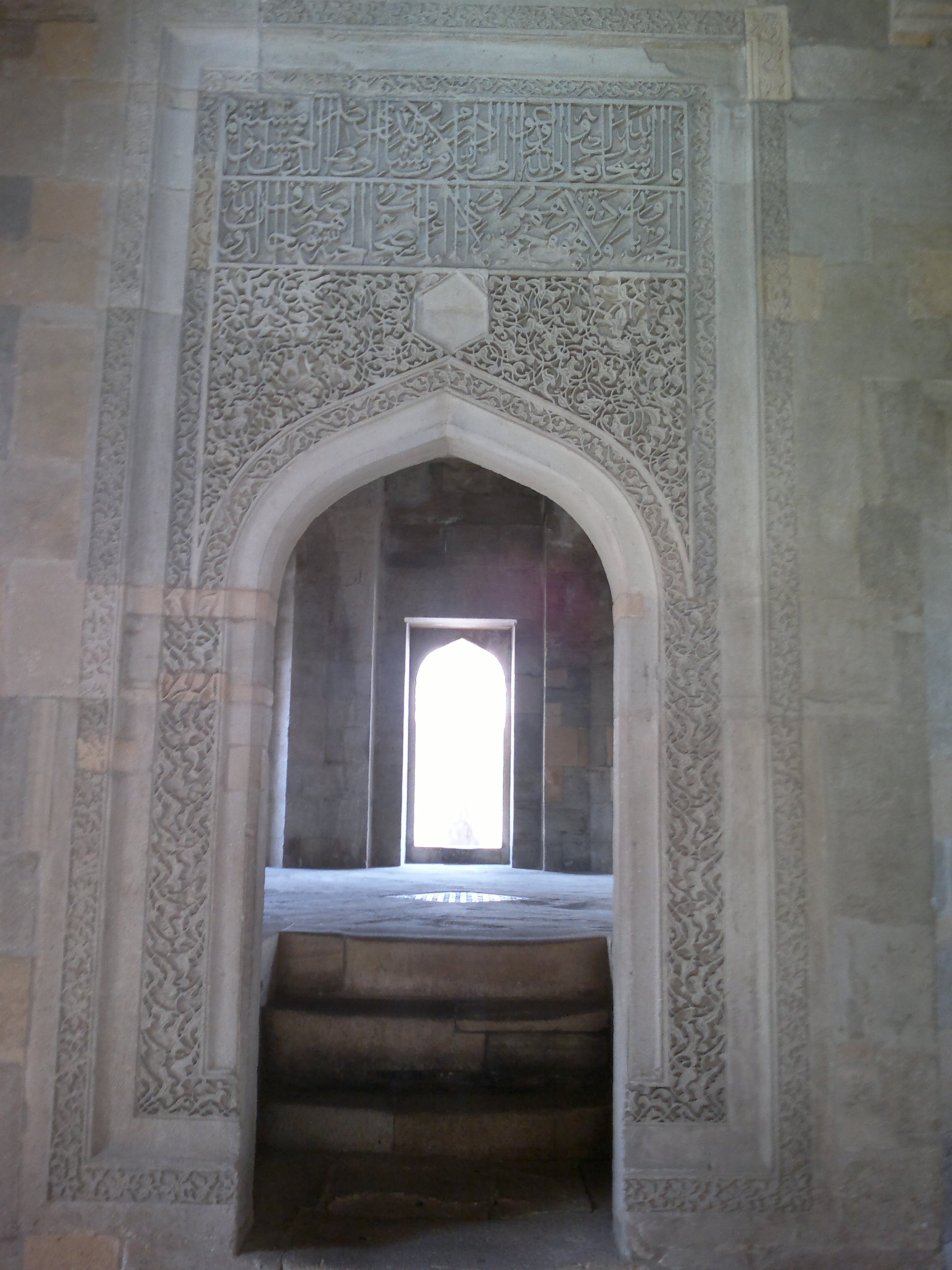
Южный вход в зал с лапидарной надписью над ней (Коран, Сура 10, аяты 26 и 27)

### Мавзолей Сейида Яхья Бакуви
На южном дворе, рядом с дворцом, стоит построенный во второй половине XV века мавзолей, именуемый мавзолеем «дервиша» и известный погребением придворного учёного Халил уллы I Сейида Яхья Бакуви, который занимался медициной, математикой и астрологией. Мавзолей имеет восьмигранный корпус, который завершает пирамидальный шатёр. Внутреннее же убранство мавзолея состоит из подземного склепа, где расположено надгробие Бакуви, и камеры над ним. Небольшими тромпами восьмигранный объём мавзолея переходит в барабан, покрытый очерченным куполом. По сторонам мавзолея имеются три небольших оконца, высеченные в цельных плитах известняка, и, как и в старину, представляющие собой сквозные каменные решётки, состоящие из многолучевых звёзд. Имеющийся в северной части арочный проём соединял мавзолей с более древней мечетью. По сведениям Аббаскули-ага Бакиханова, «келья, где молился он [Бакуви], училище и могила, находящиеся при мечети, названной его именем, ещё и поныне существуют».

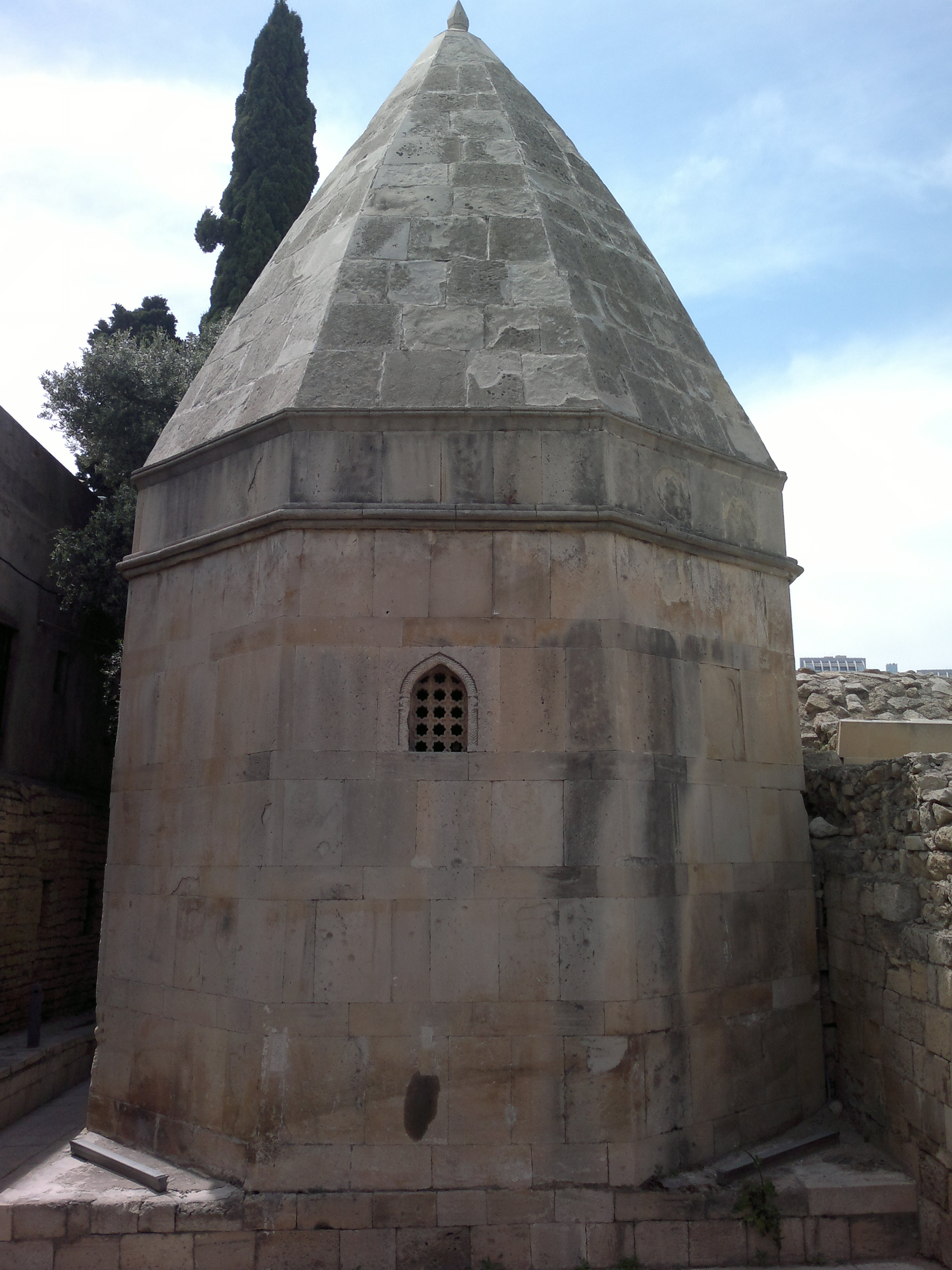
Общий вид мавзолея
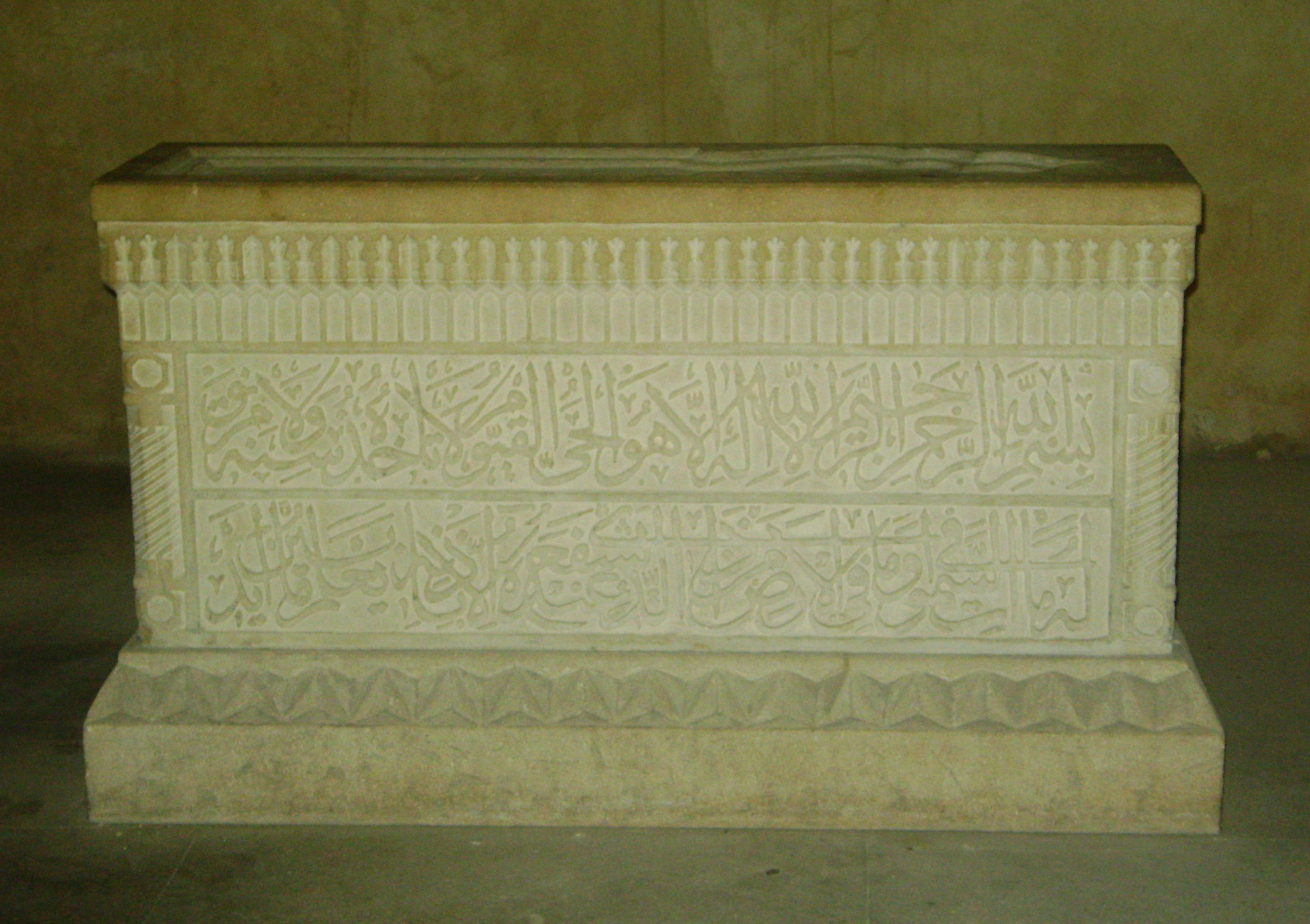
Могила Сейида Яхья Бакуви в склепе мавзолея
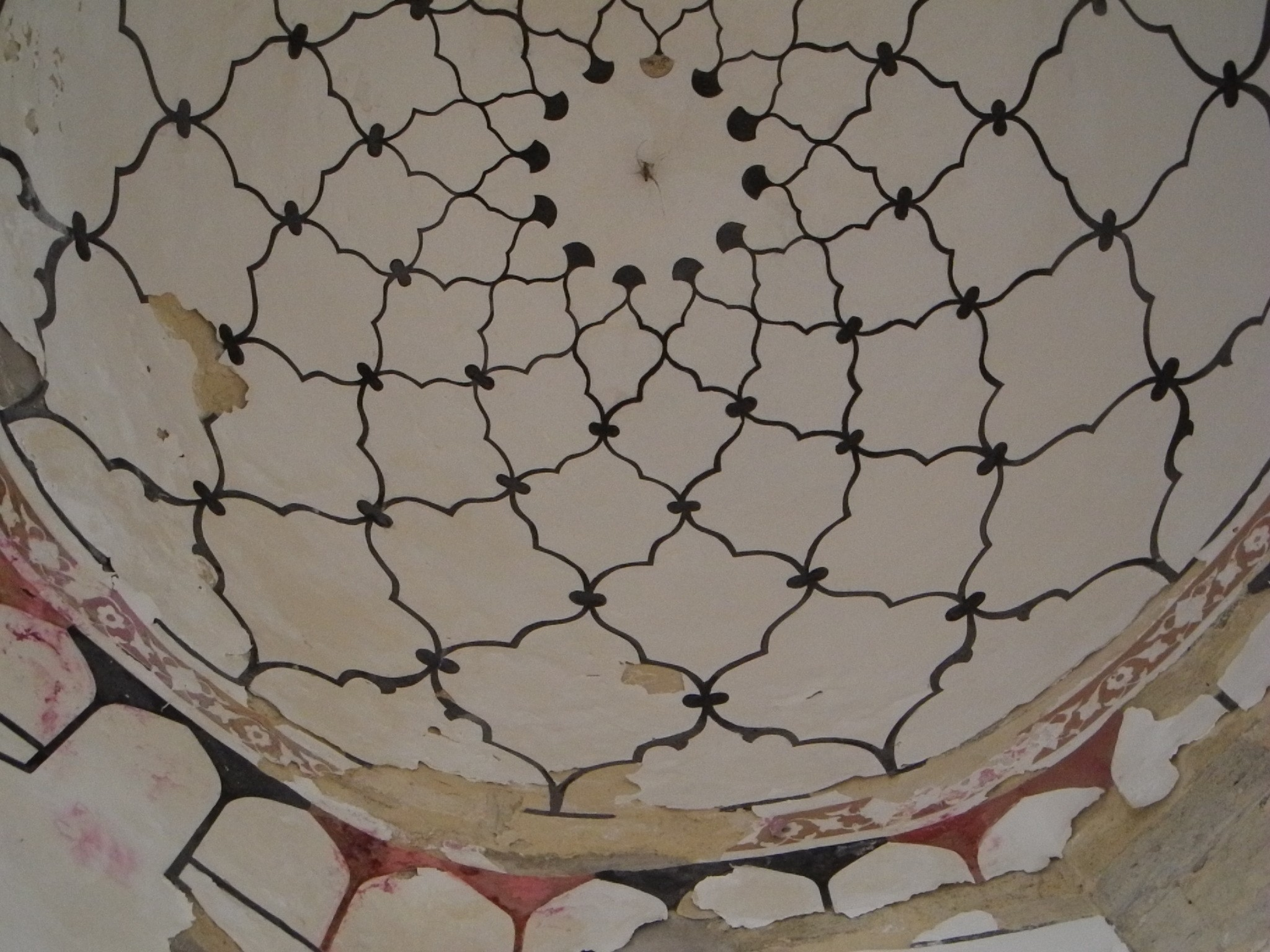
Купол мавзолея
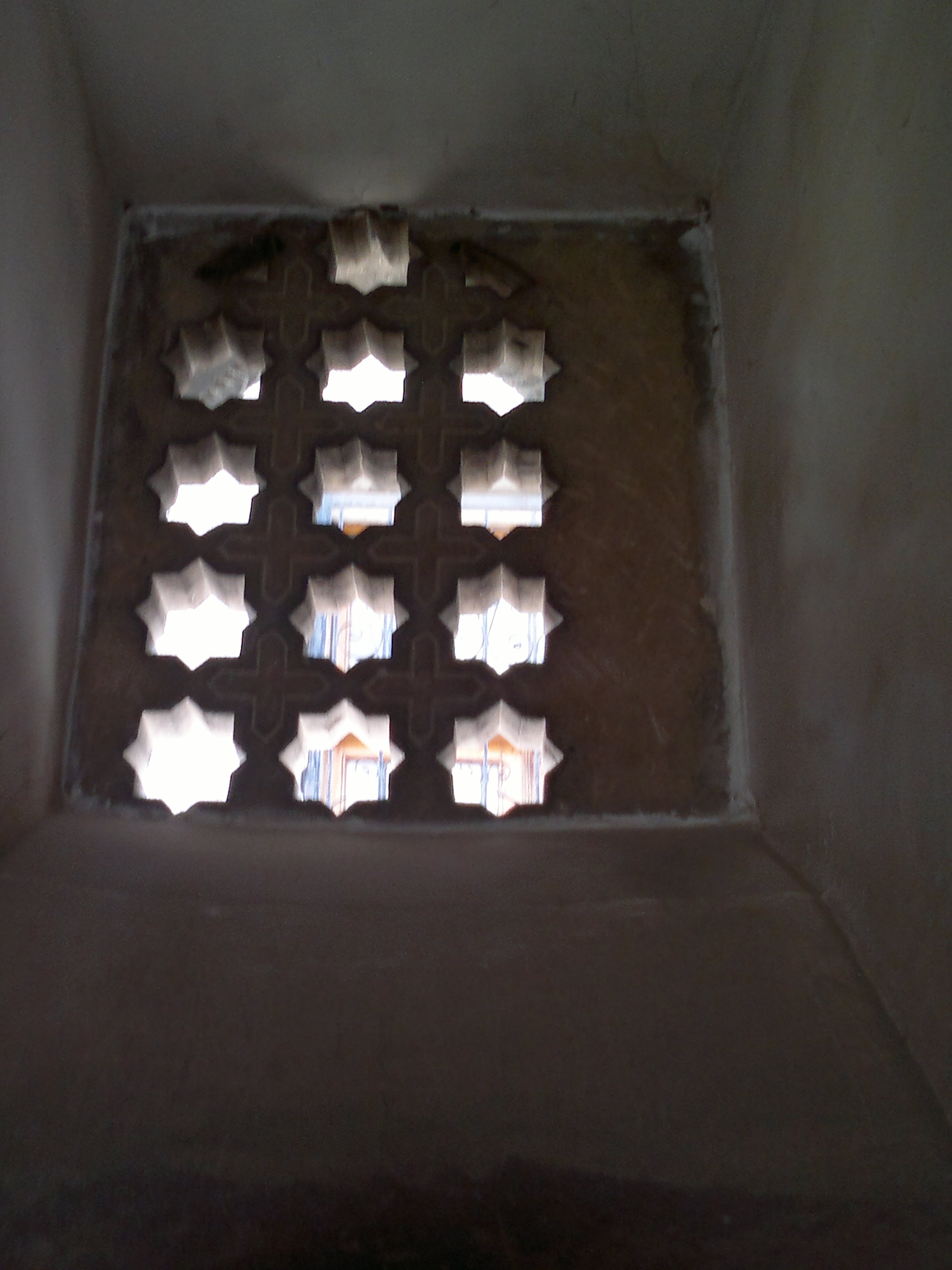
Ажурное окно мавзолея

### Мечеть Кей-Кубада

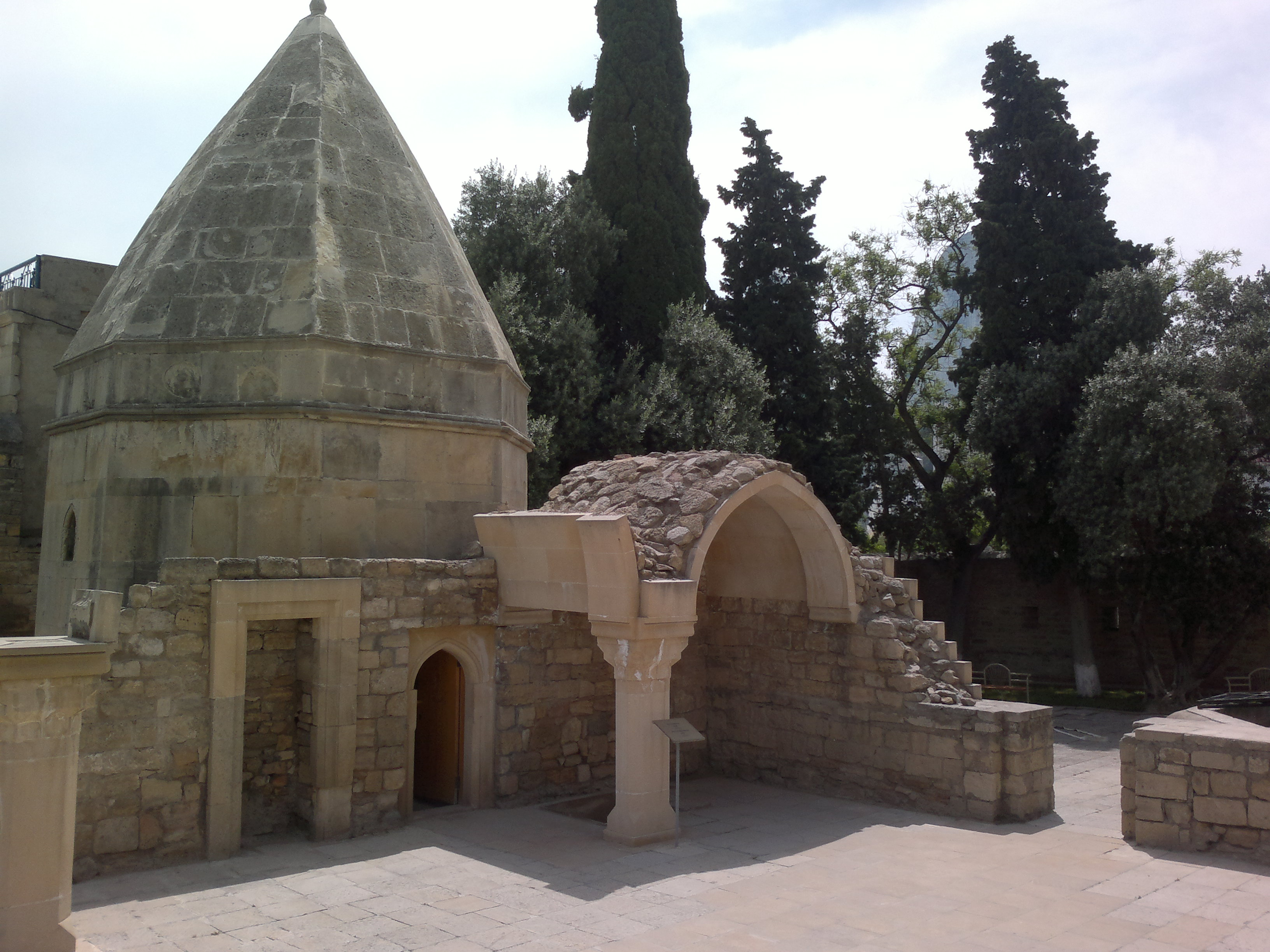
Останки старой мечети близ мавзолея Бакуви

В старину к мавзолею Сейида Яхья Бакуви была пристроена мечеть, которую называли «старой» мечетью. Она известна под названием «мечеть Кей-Кубада». Эта мечеть была построена в конце XIV—начала XV века после разрушения более древнего здания, на месте которого она была построена. Перекрывалась мечеть куполом, который опирался на четыре каменные колонны, стоявшие внутри мечети. Кладка мечети была перевязана с кладкой мавзолея. В 1918 году «старая» мечеть сгорела во время пожара. Изображение этой мечети и краткое её описание было дано в статье побывавшего в Баку и видевшего мечеть в 1888 году Андрея Павлинова, опубликованной в 3-м выпуске журнала «Материалы по археологии Кавказа» (Москва, 1893):
Самая мечеть, сравнительно, обширна; купол её расположен на 4-х столбах, как это видно по плану; главные арки, или своды, на которых покоится купол, стрельчатые; купол в основании своеё имеет ряд выступов, как в ханской мечети и освещается четырьмя окнами. Мечеть эта надписей не имеет. С задней стороны мечети имеются пристройки, которые находятся частью в развалинах; здесь, вероятно, помещалась лестница на крышу…
В 20-х годах XX века при обследовании Е. А. Пахомовым мавзолея и руин старой мечети было установлено, что постамент, на котором стояла база одной из колонн мечети, перекрывает узкую, сделанную в земле и оштукатуренную траншейку, ведущую в помещение склепа мавзолея. В этой траншейке лежало несколько каменных надгробий. При обследовании склепа было обнаружено, что в нём находились разрозненные кости до двадцати человеческих скелетов. Кости были сложены без соблюдения каких-либо правил. Это объясняется тем, что на том месте где стоял мавзолей и вокруг него, когда-то было кладбище. А во время постройки мечети и рытья котлованов под фундаменты был нарушен ряд погребений. Кости из нарушенных могил были собраны и сложены в мавзолее, а надгробия — в траншейку. Эти надгробия не сохранились. В настоящее время на месте, где когда-то стояла мечеть, находятся две колонны, некогда стоявшие внутри мечети, а также часть стены с крышей.

Изображения мечети Кей-Кубада, опубликованные в журнале «Материалы по археологии Кавказа» (Москва, 1893)
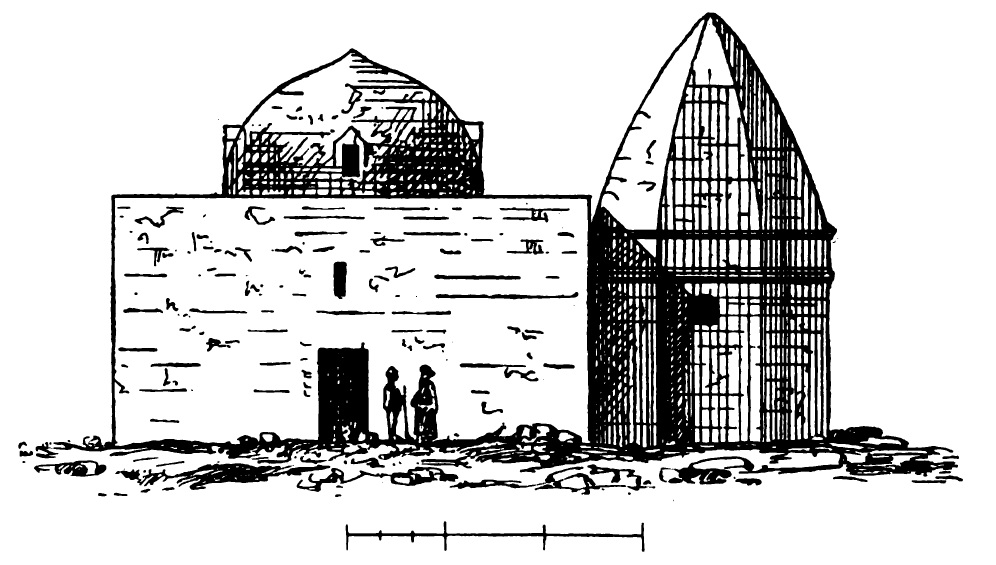
Рисунок мечети и мавзолея
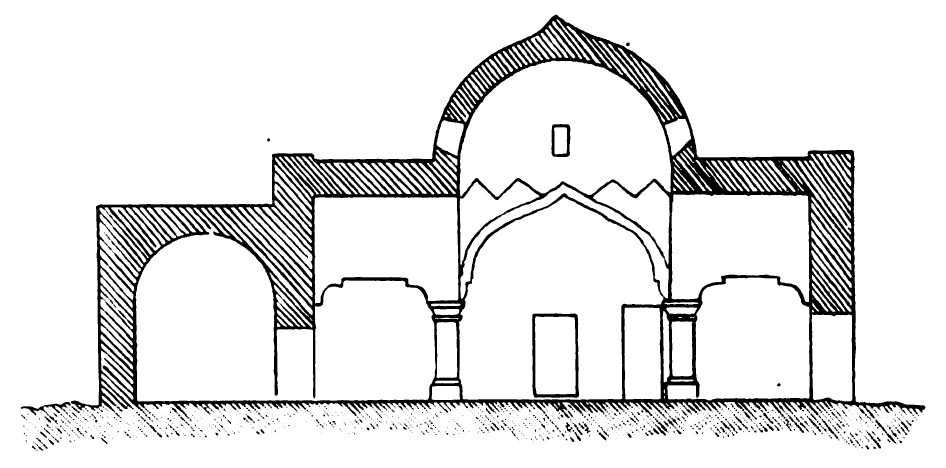
Поперечный разрез мечети
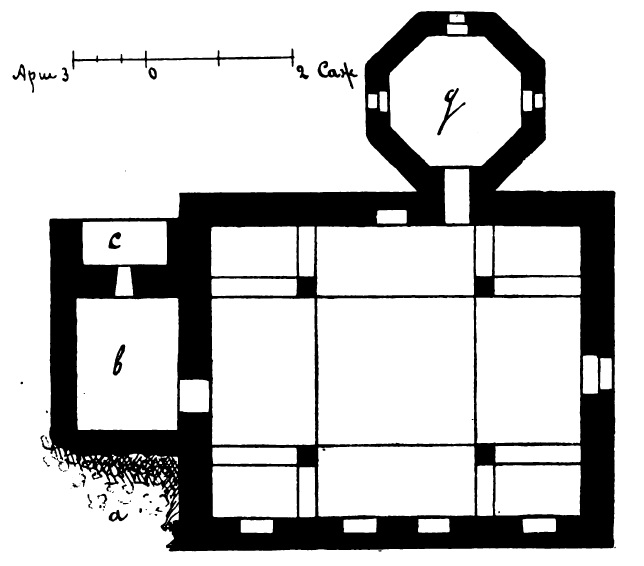
План мечети и мавзолея

### Восточный портал

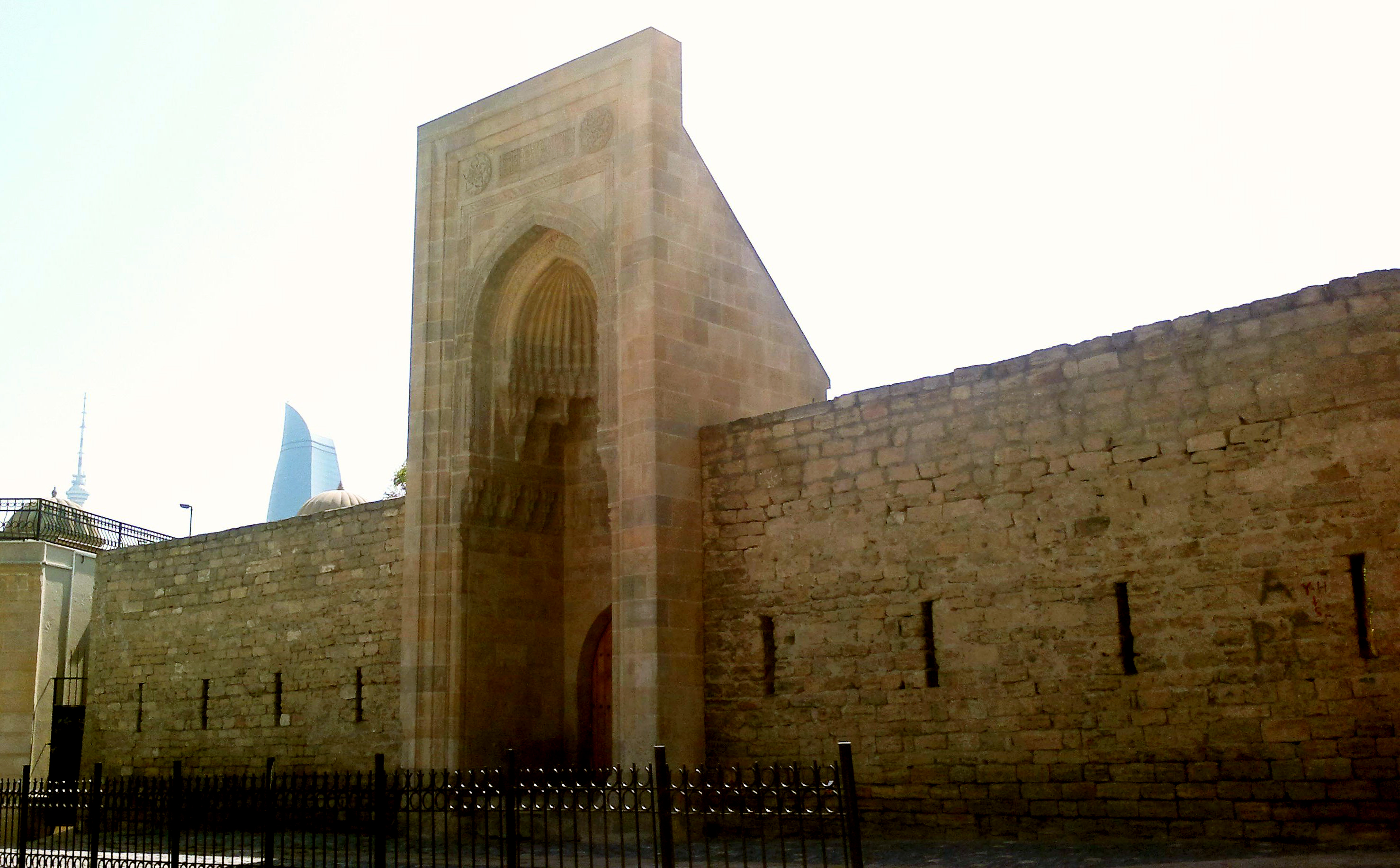
Общий вид Восточного портала

На территорию южного двора комплекса вёл так называемый Восточный портал, известный также как «Ворота Мурада». Строительством этого портала было завершено формирование ансамбля. Судя по надписи на портальной нише, портал был построен в годы занятия Баку войсками Османской империи по велению знатного бакинца Раджаб-бабы в 994 году хиджры (1585/86) зодчим Амир-шахом из Вальянкуха (предместье Тебриза). По сравнению с порталами Диван-хане и усыпальницы Ширваншахов, структура и формы портала несколько упрощены. Он отличается менее богатым и изящным декором. Верхняя часть портала украшена строительной надписью на арабском языке:
Повелел построить это благородное здание в дни справедливейшего и величайшего султана, султана Мурад-хана, Улу. Раджаб-баба Бакуйи в девятьсот девяносто четвёртом году.
Надпись имеет с обеих сторон розетки с растительным орнаментом. В нижней же части портала имеется глубокая ниша, образованная сталактитовым полукуполом. В отличие от других порталов дворца Восточный портал имеет широкий стрельчатый входной проём, похожий на ворота. Сара Ашурбейли предполагает, что это сооружение являлось входом в здание, которое не сохранилось, либо не было возведено.

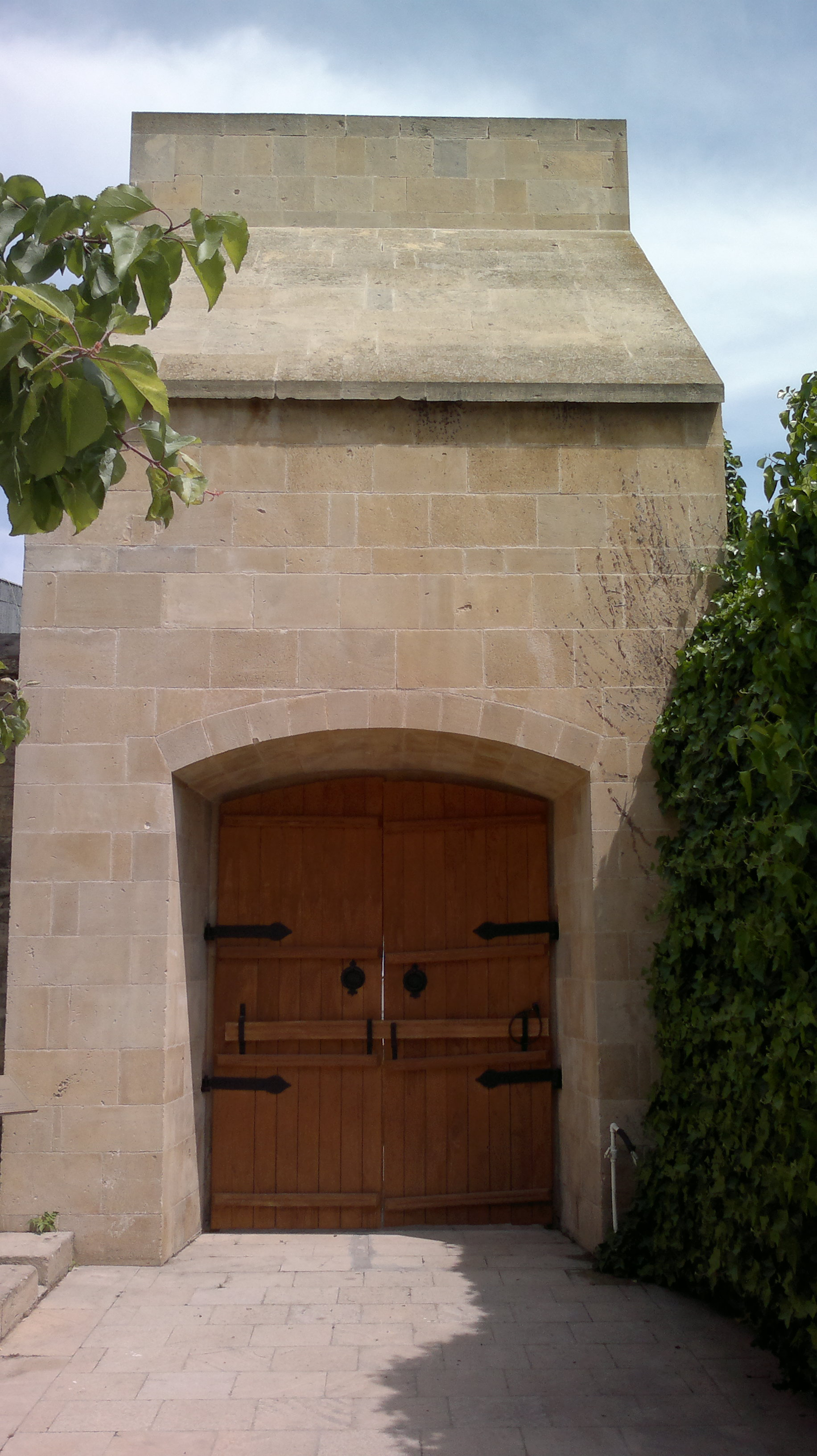
Вид на портал из двора
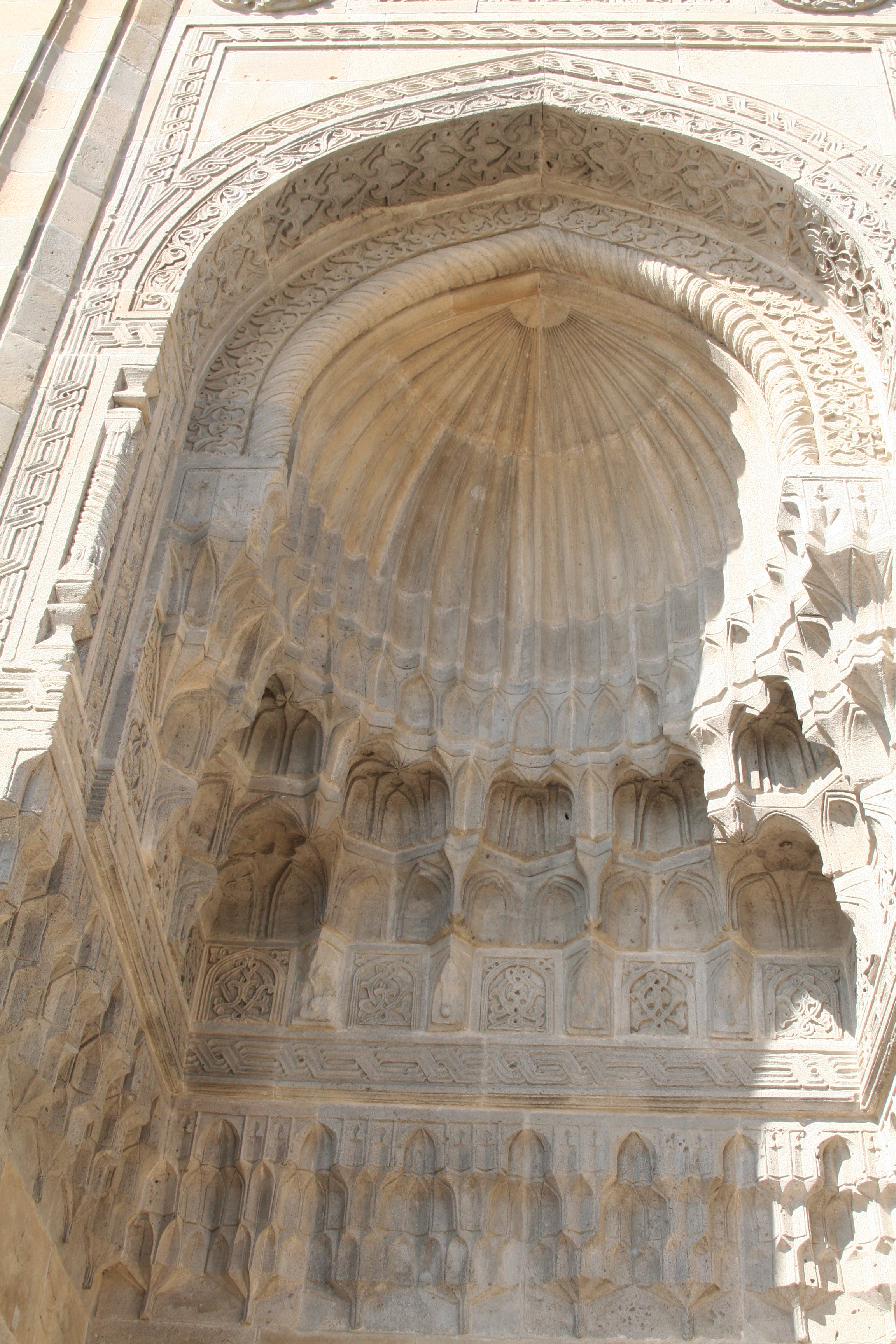
Ниша портала, образованная сталактитовым полукуполом

### Дворцовая мечеть

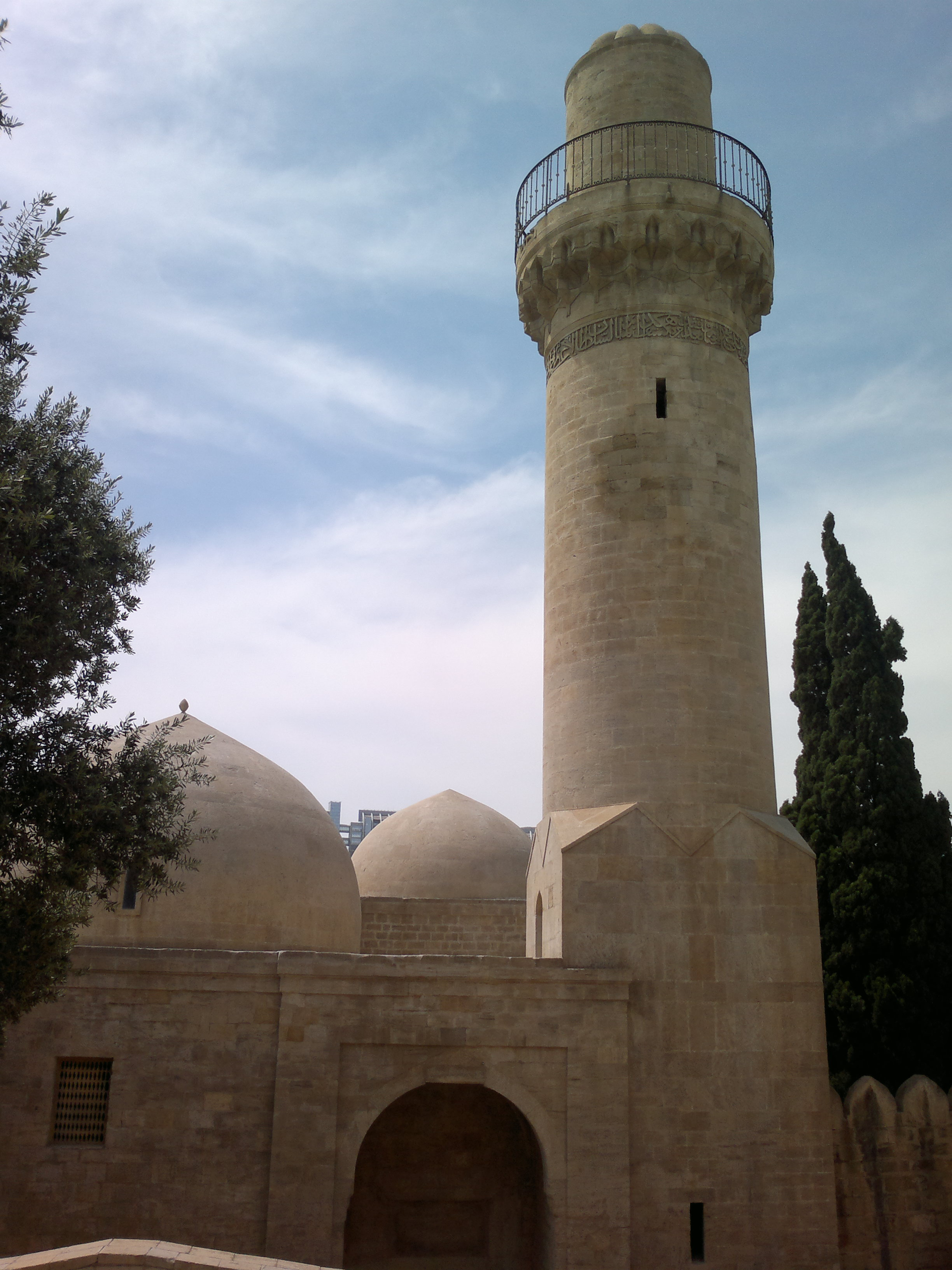
Вид дворцовой мечети с восточной стороны

В парадной части нижнего двора расположено здание мечети с минаретом. В плане мечеть прямоугольная, имеет большой зал, небольшую женскую молельню и служебные комнаты. Северный портал обращён к усыпальнице ширваншахов. Этот портал более торжествен чем восточный, который был предназначен для обитателей дворца, спускавшихся по полуподземному проходу. Двусветный молельный зал покрыт куполом на сферических парусах.
Михраб мечети находится в южном торце зала. Над односветной женской молельней тоже расположено купольное помещение. Оно уступает размерами куполу зала и повторяет его очертания. На фоне призматического объёма, завершенного двумя куполами со слегка заострёнными скуфьями чётко рисуется глубоко затенённый проём портала мечети.
Над северо-восточным углом мечети возвышается минарет, заканчивающийся сталактитовым карнизом, поддерживающим балкончик, который имел прежде каменный барьер. Стоит также отметить тонко промоделированные детали сталактитов шерефе. Надпись опоясывает минарет ниже сталактитового карниза. Она исполнена шрифтом «насх» и содержит следующую надпись:
Хвала высочайшему и всесильному Аллаху и молитва (благословение) на избранном Мухаммеде. А затем приказал открыть (раскрыть) этот минарет величайший султан Халиллулах. Да возвеличит Аллах дни его правления (владычества) и царствования. Восемьсот сорок пятый год. (845 г. х. — 1441/2 г.)
Надпись говорит о построении минарета, но не мечети, которая была построена в более раннее время. Это подтверждает отсутствие на ней декорированного богатого портала и художественных надписей.

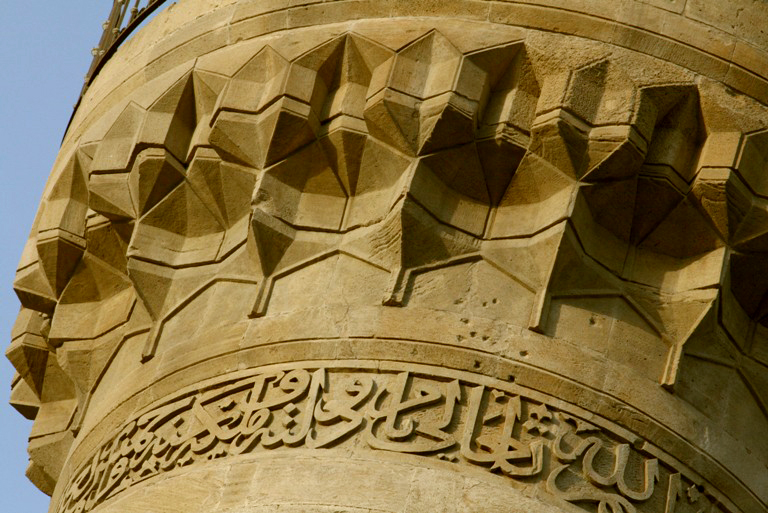
Надпись на арабском, опоясывающая минарет мечети
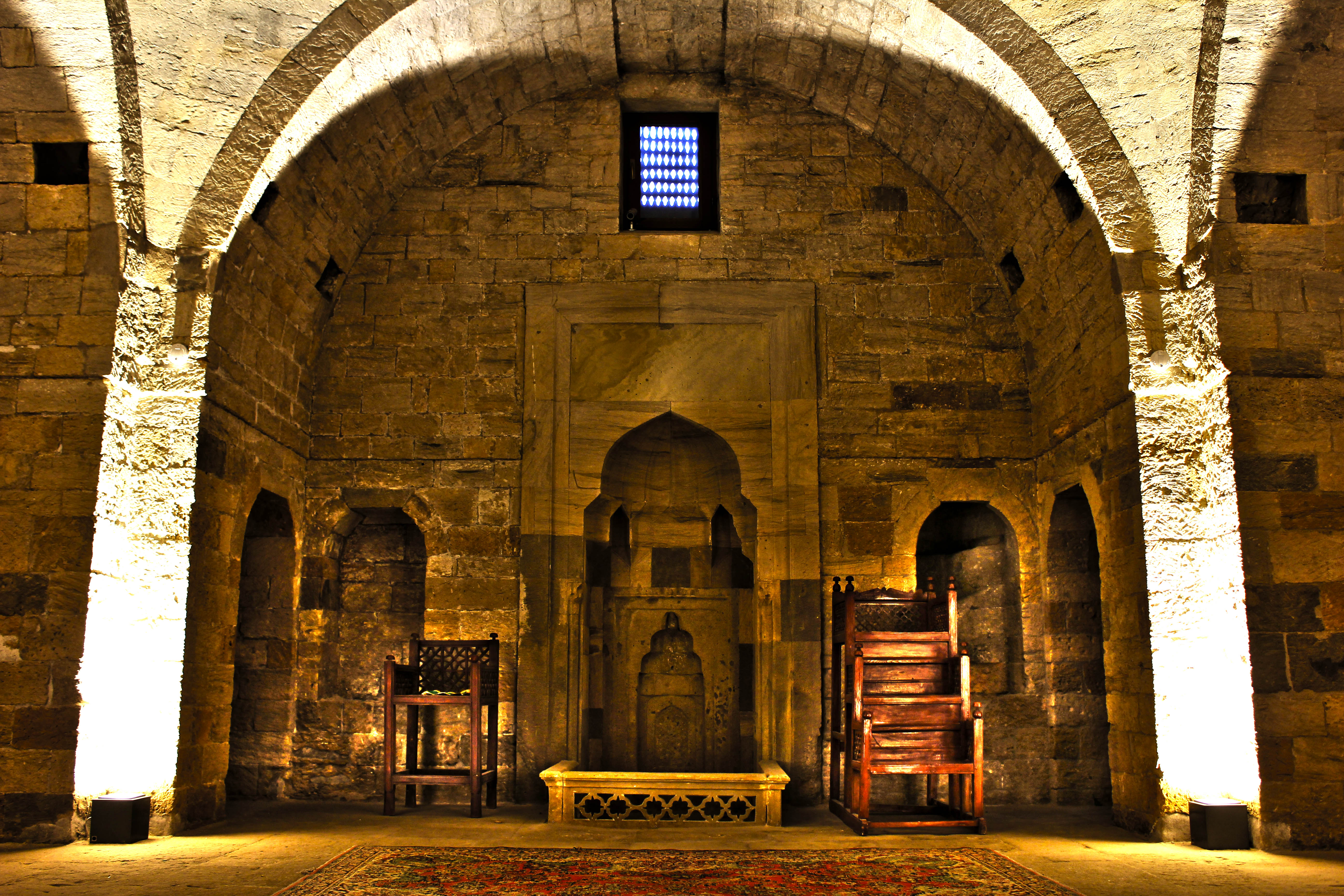
Большой зал мечети
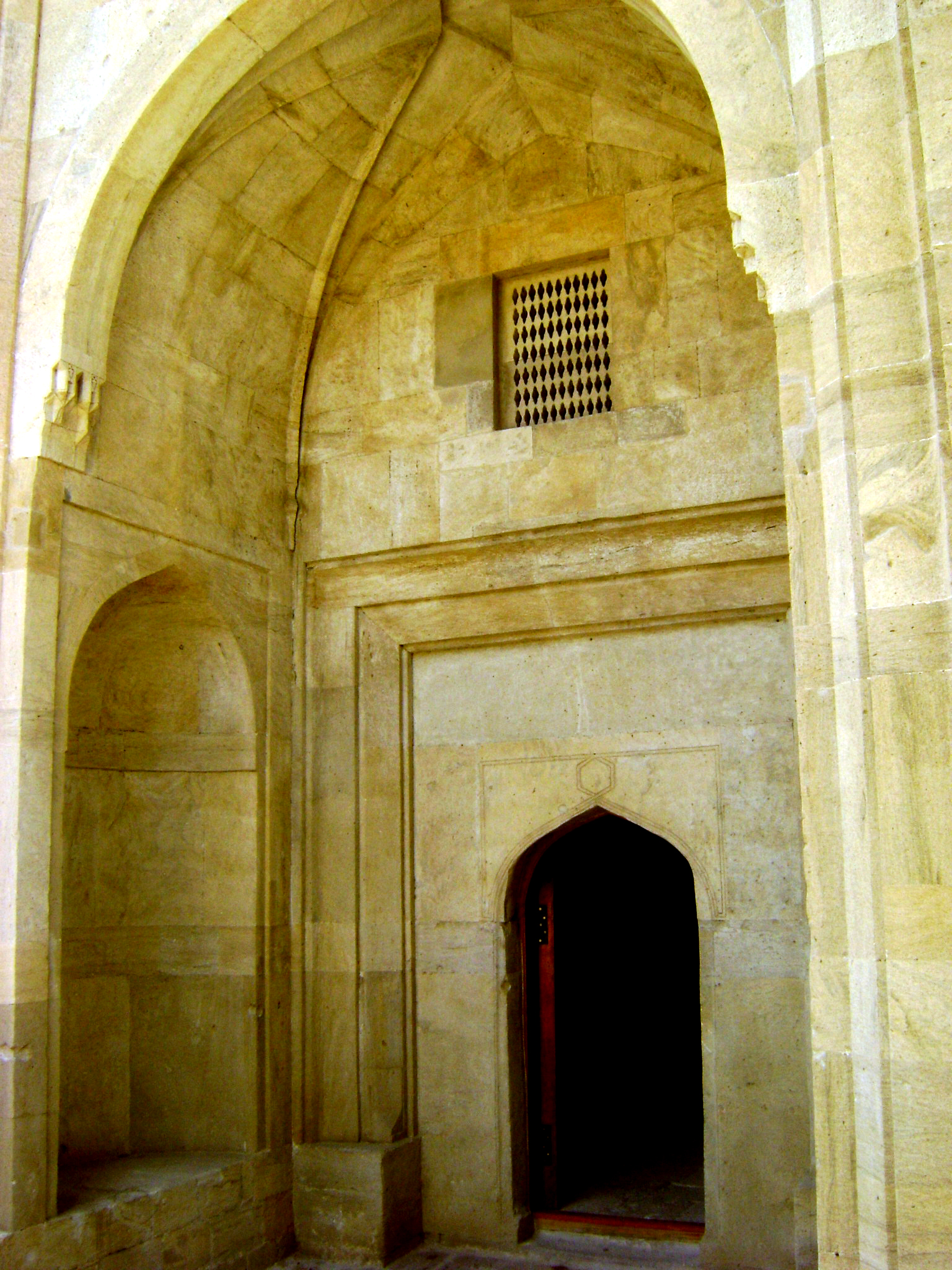
Главный (северный) вход в мечеть

### Усыпальница

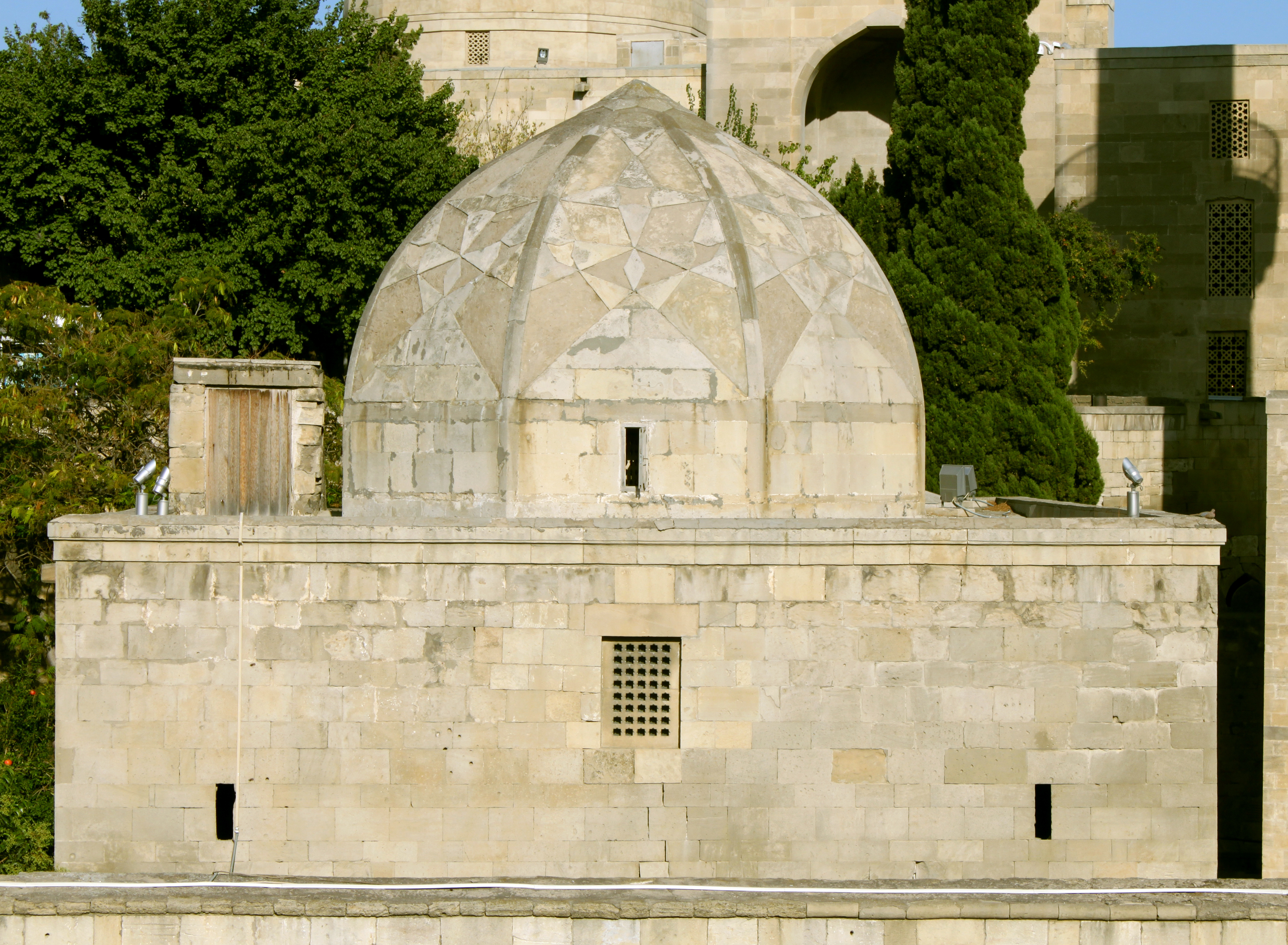
Вид усыпальницы с западной стороны

Рядом с шахской мечетью в нижнем дворике, в стене, отделяющей нижнюю площадку от верхней, расположено здание усыпальницы Ширваншахов, так называемое «Тюрбе». Это здание расположено прямо напротив входа, перекрытого стрельчатым сводом. Гладкая стена фасада облицована бакинским известняком с тщательной пригонкой швов. Над зданием возвышается богато декорированный портал в усыпальницу. Этот портал повторяет композиционный приём портала Диван-хане, но по сравнению с последним трактован несколько проще (сталактитовый свод состоит только из четырёх рядов сталактитов, боковые стенки решены гладко, без ниш, а во входном проёме орнаментированы только тимпаны арок, над которыми высечены в два ряда надписи шрифтом «насх» — кораническая (сура XII, аят 92-й) и хадис).

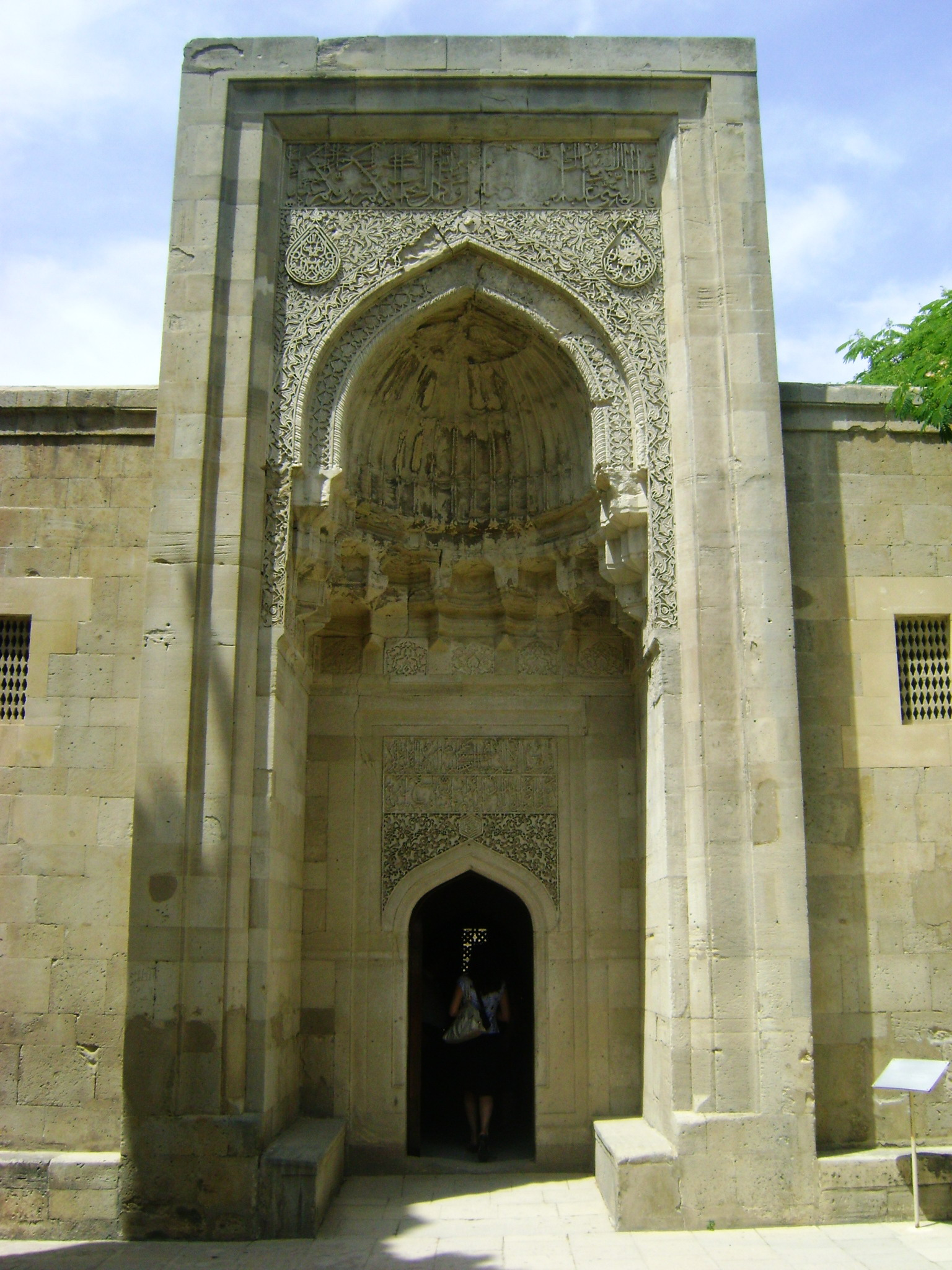
Портал усыпальницы

Справа и слева от стрельчатого проёма портала в двух луковицеобразных медальонах помещены надписи с именем строителя-архитектора усыпальницы. В каждом медальоне одна и та же надпись повторена дважды (в прямом и зеркальном изображении) и содержит следующие слова: Аллах Мухаммад Али мемар («Аллах, Мухаммад Али, архитектор»). Судя по имени, зодчий был шиитом. Над орнаментом тимпанов сталактитового свода имеется полоса с надписью религиозного характера. В самих тимпанах вкомпонованы с каждой стороны медальоны, также с надписью. Надпись над входным проёмом портала датирует строительство усыпальницы 839 годом хиджры (1435/36 год) и сообщает, что усыпальница была сооружена ширваншахом Халил-Уллою для его матери и сына:
Величайший султан (и) великий Ширваншах, тёзка пророка Аллаха, защита религии Халилуллах — да увековечит Аллах его царство и власть — приказал выстроить светлую усыпальницу (гробницу) для своей матери и своего сына, — да помилует их Аллах — в восемьсот девятом году.
Портал ведёт в сени, по правую и левую сторону от которых расположены связанные с ними проёмом небольшие помещения, по всей вероятности предназначавшиеся для служителей культа. Сени ведут в основной зал, который в плане крестообразный, а центральная его часть покрыта куполом, опирающимся на своды ветвей креста и каменные стены посредством системы сферических парусов. Интересно, что снаружи каменный купол некогда был покрыт бирюзовой глазурью.

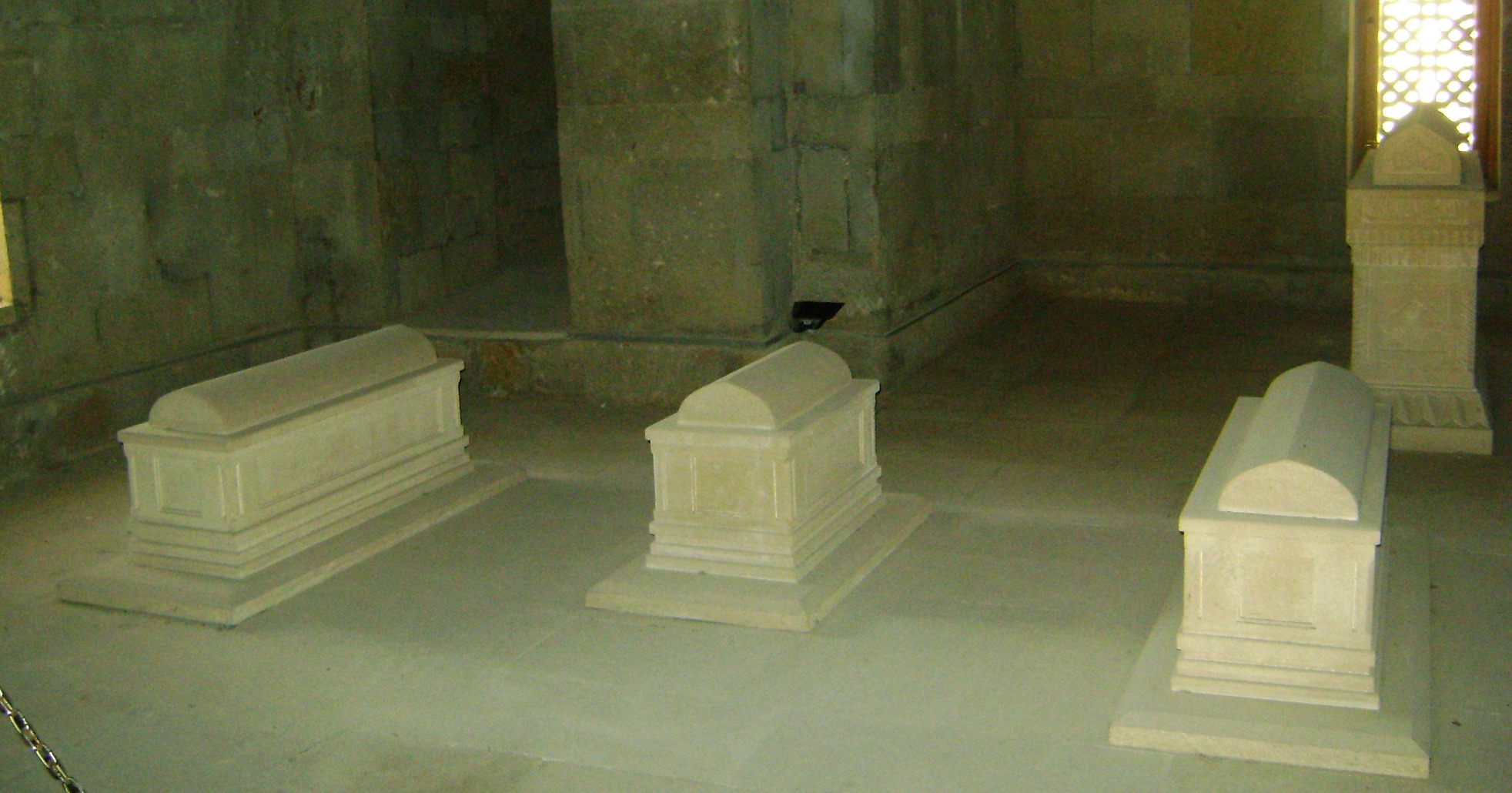
Надгробия внутри усыпальницы

Во время археологических раскопок в усыпальнице были обнаружены фрагменты архитектурных деталей надгробий в зале, а также ряд захоронений членов семьи Халилуллаха. Так, археологическими работами 1946 года под деревянным полом усыпальницы был обнаружен склеп с пятью погребениями, перекрытыми каменными плитами (одна из них содержала останки ребёнка 6-7 лет, по видимому сына Халилуллаха, другая — женщины пожилого возраста, вероятно матери Халилуллаха, ещё одна — скелет мужчины 18-19 лет). Продолжение работ в усыпальнице обнаружило ещё ряд нетронутых гробниц, общее число которых достигло 14. Имена членов семьи Халилуллаха можно выяснить на основании од, элегий и хронограмм из дивана Бадра Ширвани: мать Халилуллаха Бике ханум (умерла в 839 году хиджры / 1435/6 году), его сыновья — Фаррух Йамин (родился в 839 году хиджры / 1435/6 году — умер в 846 году хиджры / 1442/3 году в семилетнем возрасте), Шейх Салех (родился в 847 году хиджры / 1443 году — умер в 849 году хиджры / 1445/6 году в возрасте 2 лет), Мир Бахрам (убит (шахид) в степи Кайтага в юном возрасте 20 мухаррама 850 года хиджры / 17 апреля 1446 года), принц (шахзаде) Мухаммад Ибрахим (родился 20 мухаррама 836 года хиджры / 16 сентября 1432 года), Фаррух Йасар (родился 12 мухаррама 845 года хиджры / 2 июня 1441 года).

### Бани Ширваншахов
В нижнем дворе комплекса сохранилась баня, расположение которой не позволяет оконтурить территорию, которая принадлежала дворцу. Предполагается однако, что, построенная в XV веке баня действительно была дворцовой. Баня была расчищена от завалов, а внутреннюю планировку бани удалось восстановить благодаря консервации нижних рядов кладки стен.
Дворцовая баня, как и подавляющее большинство бань стран Востока, была заглублена в землю, снаружи же были видны только входной портал и купола больших залов, макушки которых завершались дырчатыми фонариками, которые служили для проветривания. Подобная сильная заглубленность бани была характерна для бань всего Апшеронского полуострова.
Посетитель бани из вестибюля-раздевальни попадал в мыльню, где находился бассейн для общего омовения. К мыльне примыкали большие и малые помещения, предназначавшиеся для всяких процедур, требовавших различной температуры. Необходимую температуру различных помещений в зависимости от их назначения старались сохранить внутренней планировкой бани. В одной из последних камер бани находился резервуар с горячей водой. Под ним имелся топливник, служивший для обогрева всех помещений бани. Подполье, лежанки и стены бани обогревались разветвлённой системой жаропроводящих каналов.

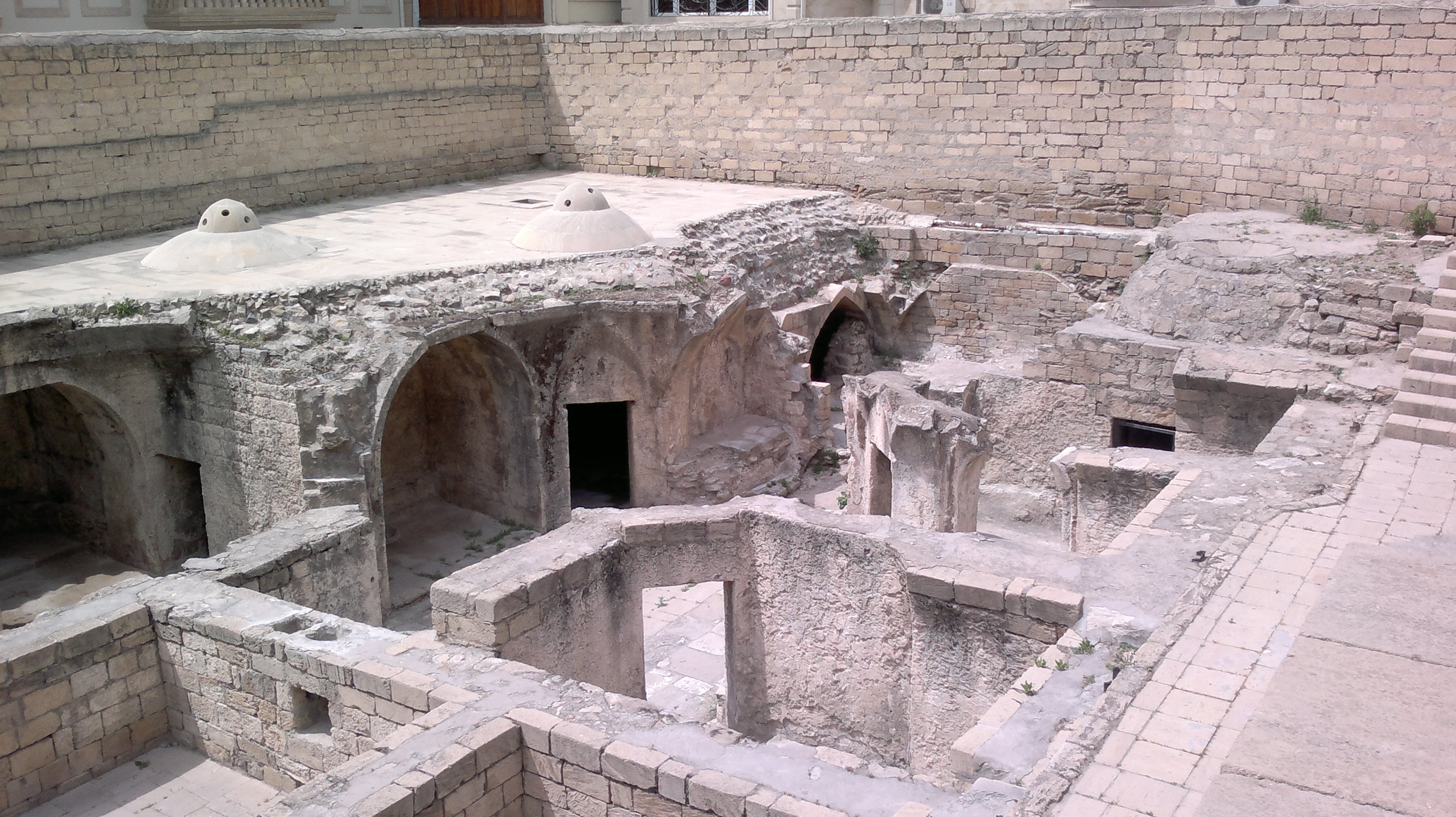
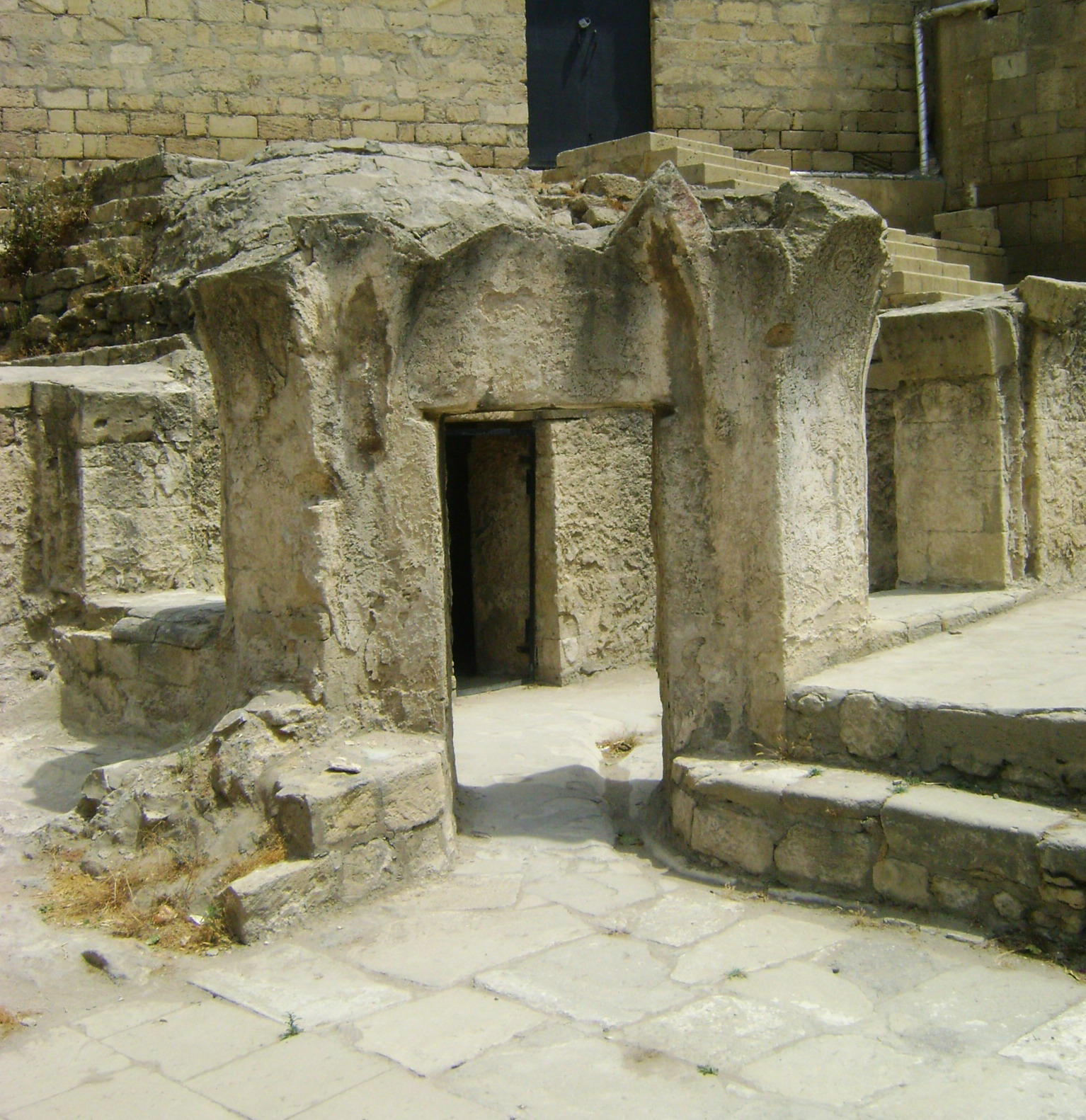
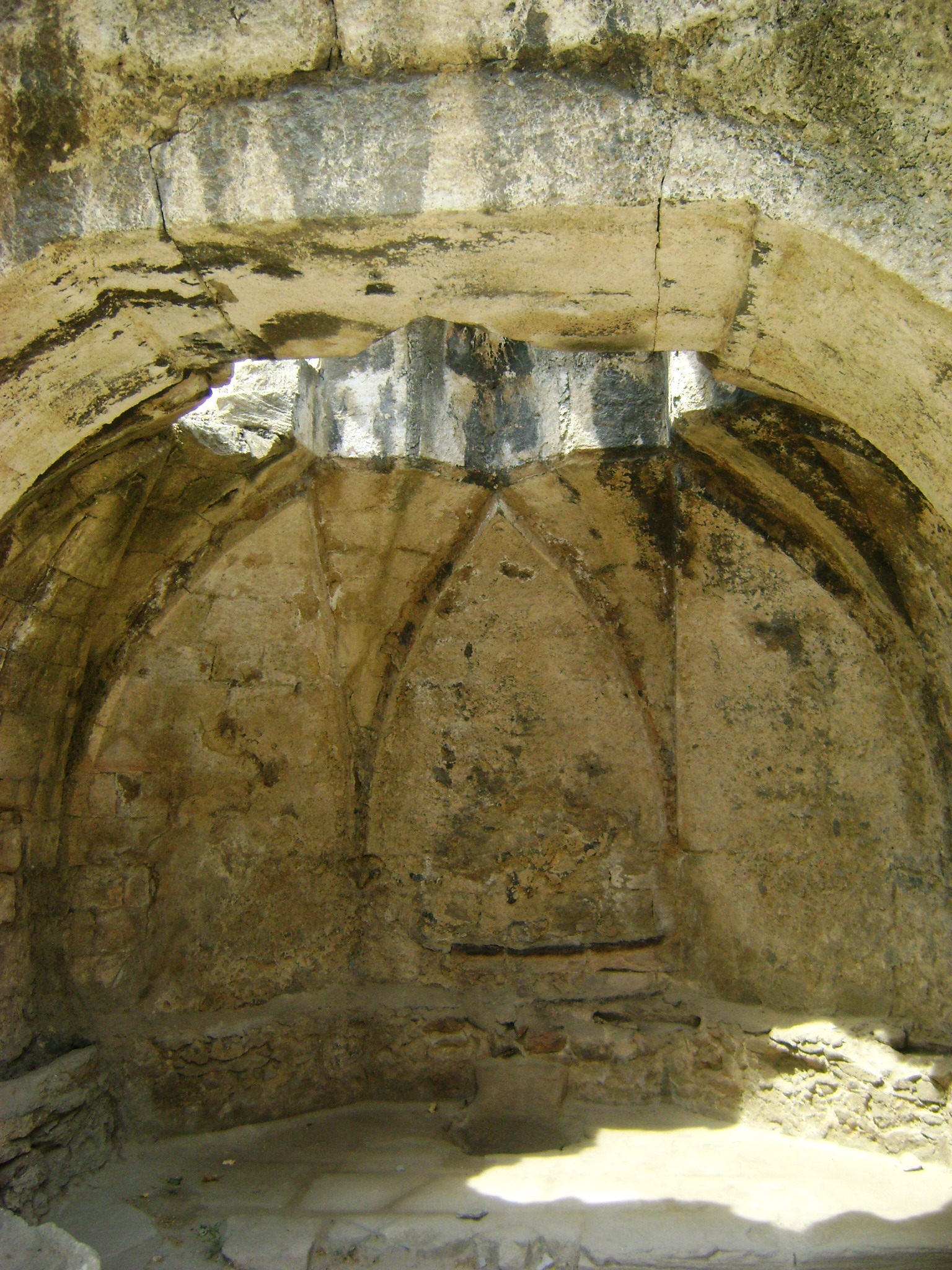

### Овдан

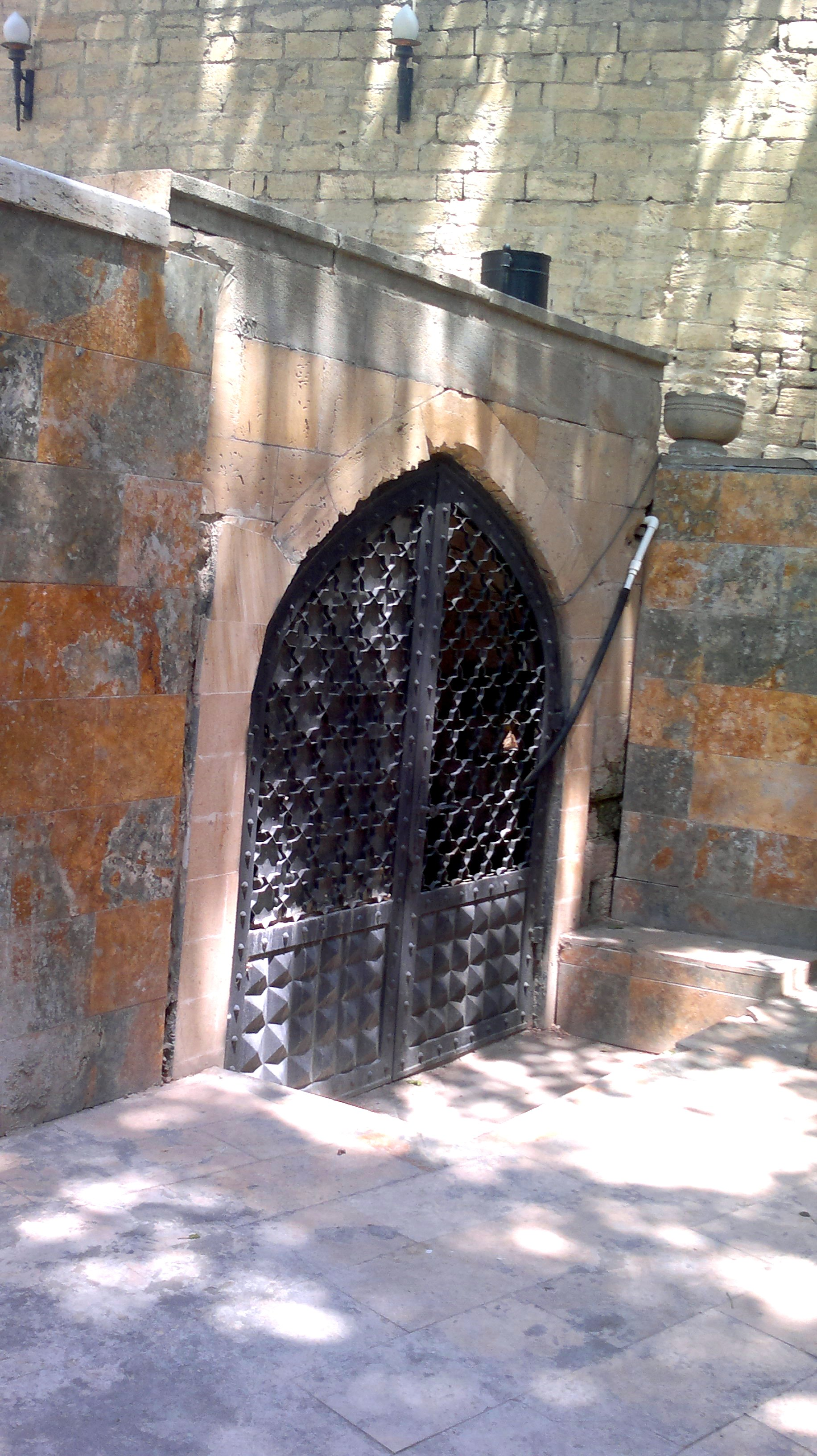
Вход в овдан дворца

Неподалёку от бани расположен овдан — водохранилище, которое было одним из самых крупных в Крепости овданов. Этот овдан снабжал питьевой водой не только дворец, но и одновременно и весь окрестный район. Данное предположение подтверждает расположенная рядом небольшая, построенная в XIV веке Чин-мечеть, которая, как считается, обслуживала жителей близлежащего района. Овдан снабжал водой дворцовую баню.
Овдан представляет собой находящееся глубоко под землёй просторное водохранилище, которое вентилировалось при помощи специальной вертикальной шахты. Подобное строение характерно и для большинства сохранившихся до наших дней овданов. Спуститься в водохранилище можно было по пологой лестнице, которая была перекрыта стрельчатым сводом.
Вода поступала в овдан из хорошо содержавшегося подземного водопровода-кяхриза. Водозаборные сооружения этого водопровода находились довольно далеко от города.

## В культуре
Изображения дворца Ширваншахов можно встретить на работах таких художников, как Григорий Гагарин, Георгий Гогенфельден, на фотографиях Ричарда Тиле. В 1990 году была выпущена почтовая марка СССР, посвящённая дворцу. Позднее изображение дворца появлялось и на почтовых марках Азербайджанской Республики. Также дворец Ширваншахов был изображен на азербайджанской банкноте номиналом в 10000 манат. Описание дворца встречается в романе Курбана Саида «Али и Нино».

Дворец на почтовых марках и денежных купюрах
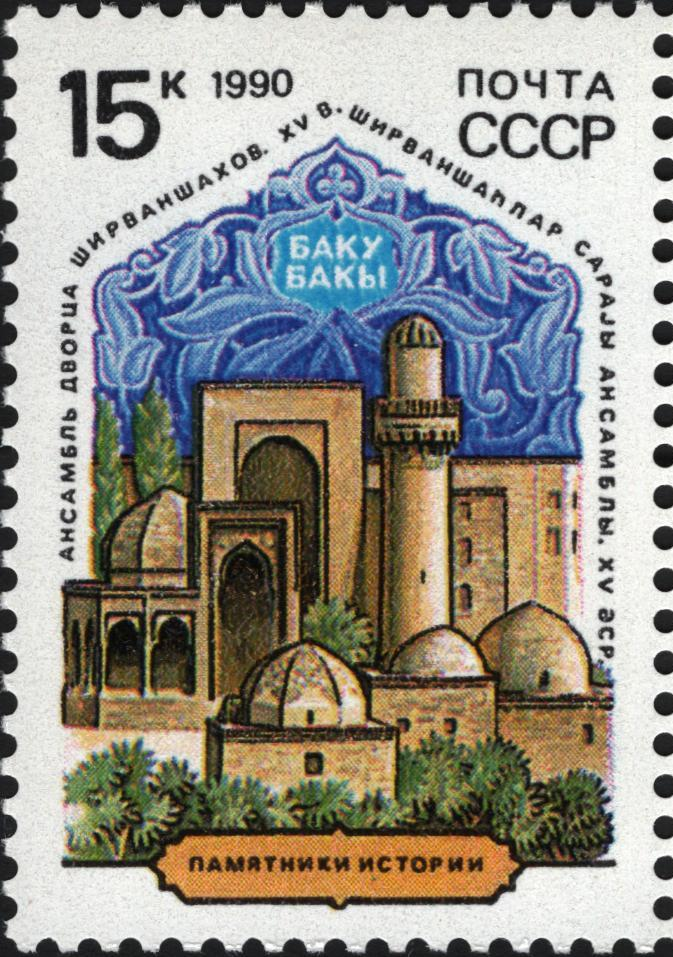
Почтовая марка СССР, 1990
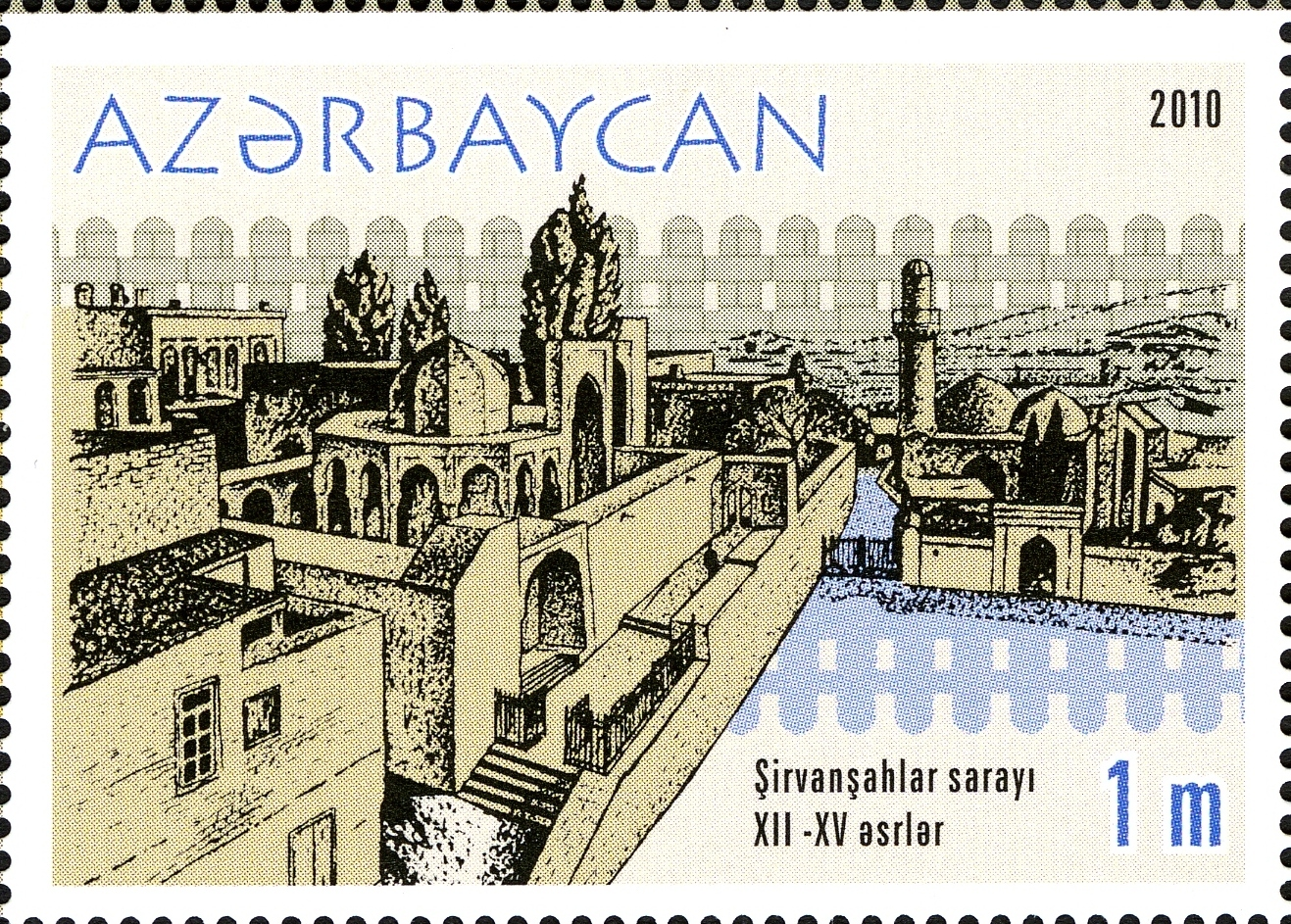
Почтовая марка Азербайджана, 2010
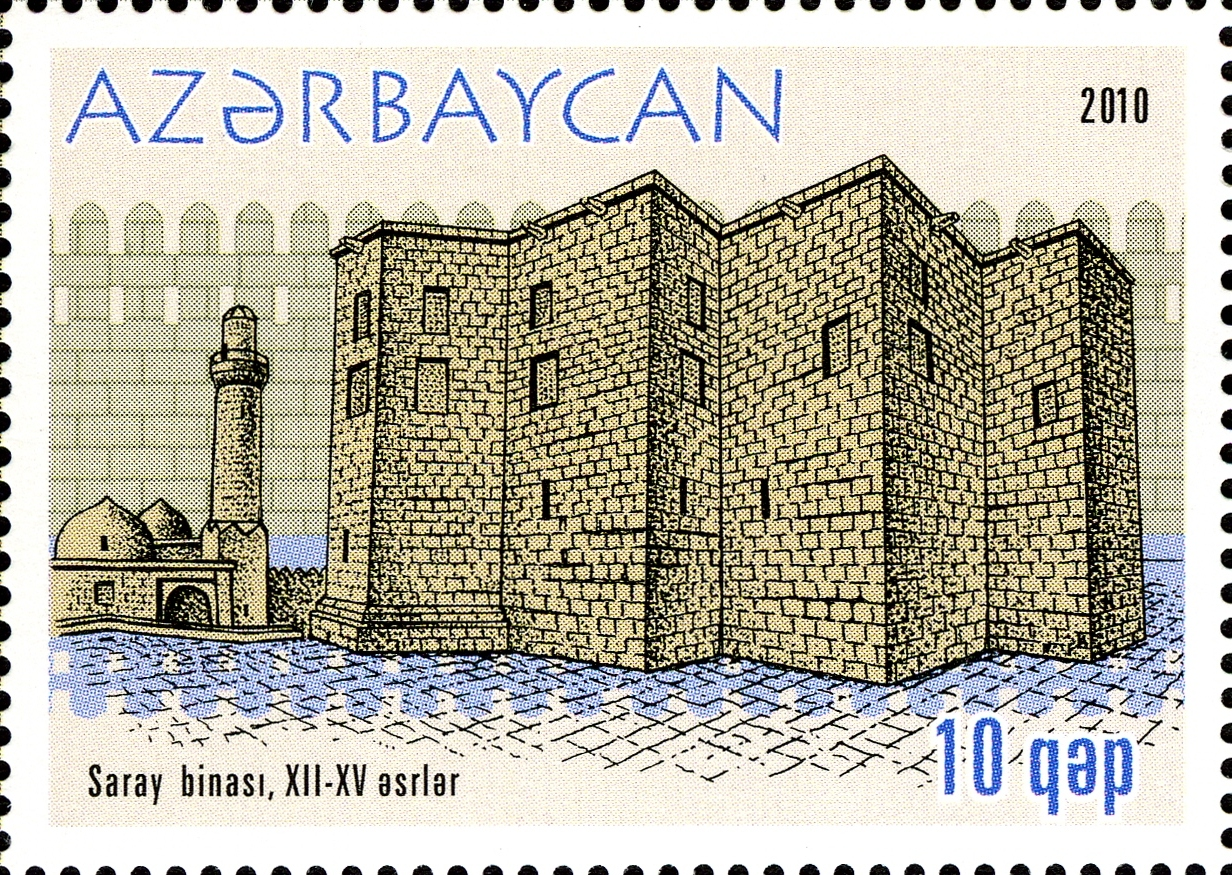
Почтовая марка Азербайджана, 2010
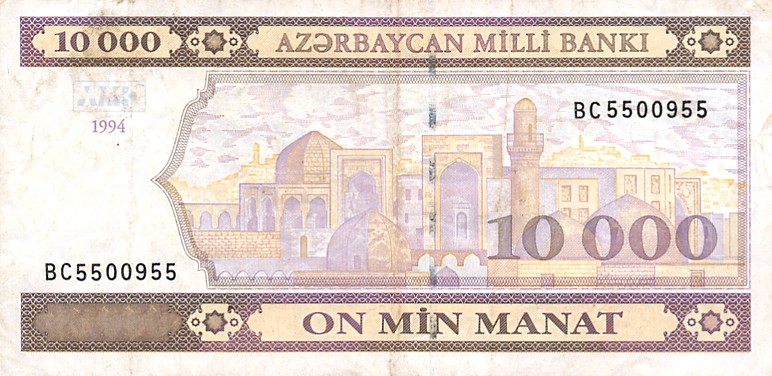
Дворец на азербайджанской банкноте в 10 000 манат

Дворец на рисунках Григория Гагарина и Георгия Гогенфельдена
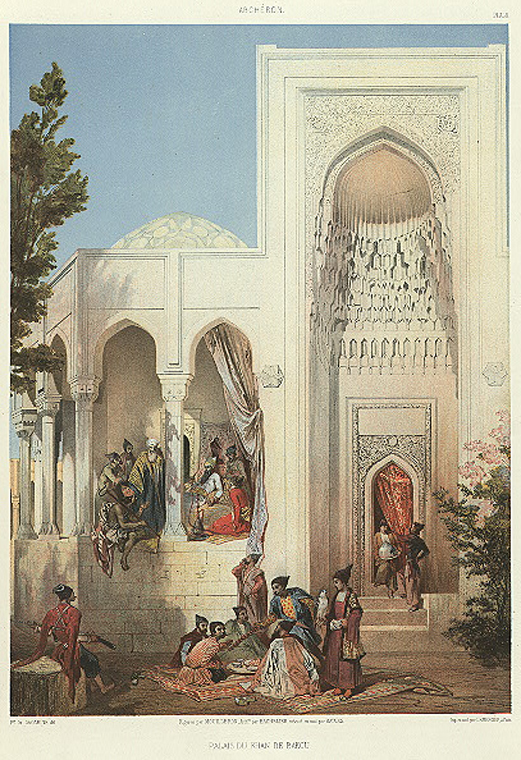
Ханский дворец. Худ. Г. Гагарин. 1847
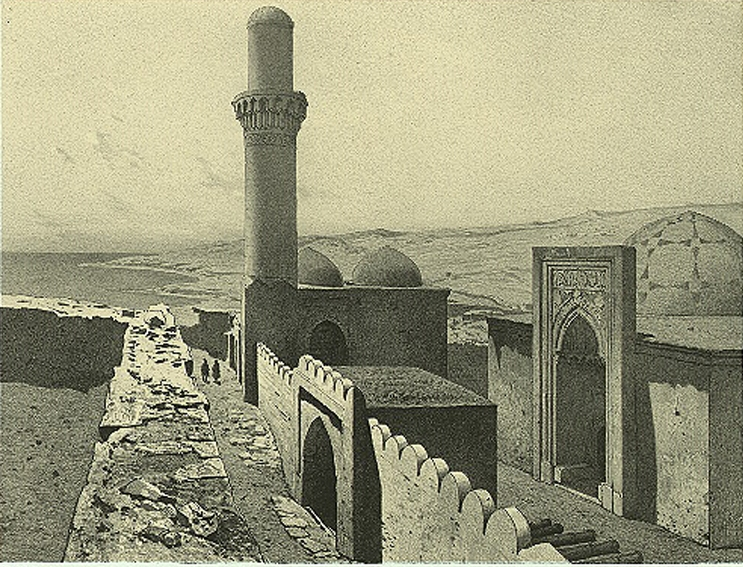
Ханский дворец. Худ. Г. Гагарин. 1847
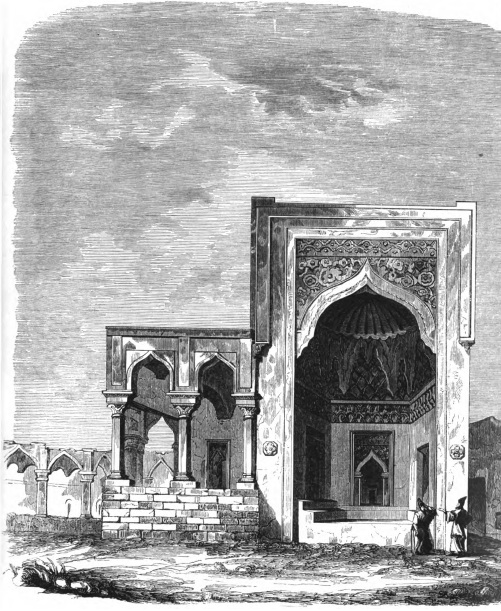
«Диван-Ханэ в Шахском дворце в Баку». Худ. Г. Гогенфельден
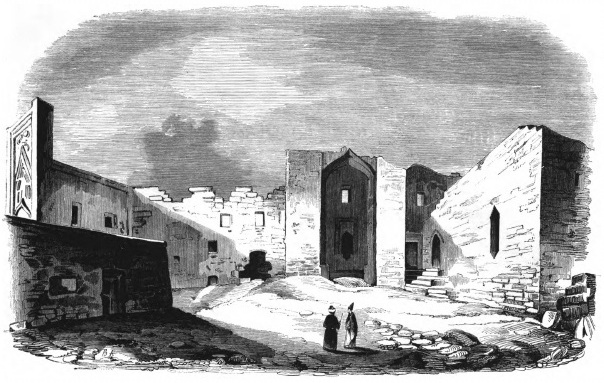
Вид бакинского дворца с северо-западной стороны. Середина XIX века. Худ. Г. Гогенфельден

Дворец на фотографиях Ричарда Тиле
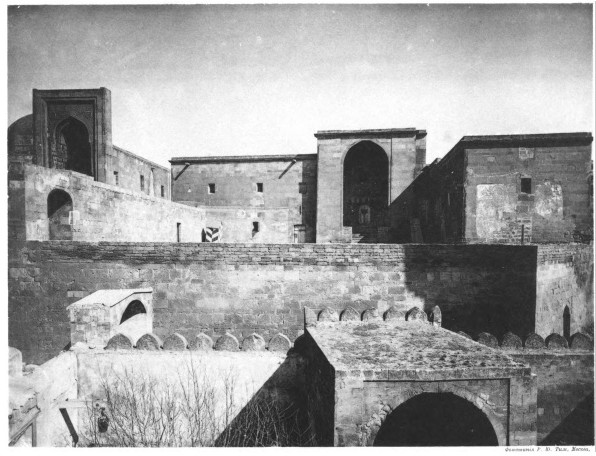
Западная сторона дворца
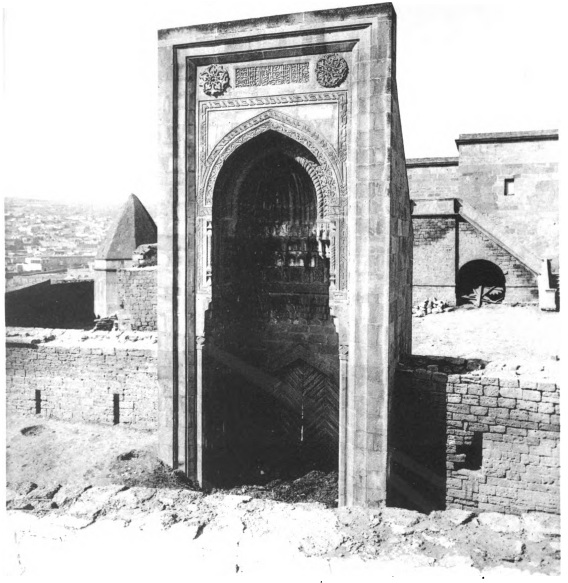
Восточный портал

### Дворцовый комплекс в кинематографе
Архитектура дворца несколько раз попадала в кадры фильма Леонида Гайдая «Бриллиантовая рука», снимавшегося также и в «старом городе» Баку.